# Гомосексуальность
Гомосексуа́льность (от др.-греч. ὁμός — тот же, одинаковый и лат. sexus — пол; также гомосексуали́зм) — романтическое и сексуальное влечение и/или сексуальное поведение между представителями одного пола или гендера.
Как сексуальная ориентация, гомосексуальность — «„продолжительный паттерн эмоционального, романтического и/или сексуального влечения“ к людям того же пола». Термин «также относится к ощущению идентичности человеком, основанному на этом влечении, связанному поведению и присутствию в сообществе тех, кто также испытывает такое влечение».
В МКБ-10, составленной Всемирной организацией здравоохранения, гетеросексуальность, бисексуальность и гомосексуальность представлены как три основные категории сексуальной ориентации.
Как правило, в странах Запада люди гомосексуальной ориентации по закону имеют равные права с представителями гетеросексуальной ориентации: во многих странах Америки, Европы, а также в Австралии, Новой Зеландии, Таиланде, ЮАР и на Тайване, однополые пары могут заключать браки или гражданские партнёрства. В то же время нередка и дискриминация людей гомосексуальной ориентации — явление, уходящее корнями в историю. Существует значительное число государств, в которых ненасильственные гомосексуальные связи являются уголовно наказуемым деянием.

## Основная терминология, связанная с гомосексуальностью

### Гомосексуальность и гомосексуализм
Термины Homosexual и Homosexualist для обозначения людей, испытывающих половое влечение к лицам одного с ним пола, были впервые употреблены на немецком языке в 1869 году австрийским писателем венгерского происхождения Карлом Марией Кертбени.
В русском языке для обозначения гомосексуальных отношений длительное время использовался термин «гомосексуализм». Практика широкого использования термина «гомосексуальность» в русском языке имеет сравнительно недавнее происхождение и связана с демедикализацией феномена в МКБ-10 (принята в РФ с 1998 года). Ряд учёных (Л. С. Клейн, И. С. Кон, Г. Б. Дерягин) считает, что термин «гомосексуалист/гомосексуализм» несёт негативную оценочную коннотацию, а «гомосексуал» — нет.

### «Гей»

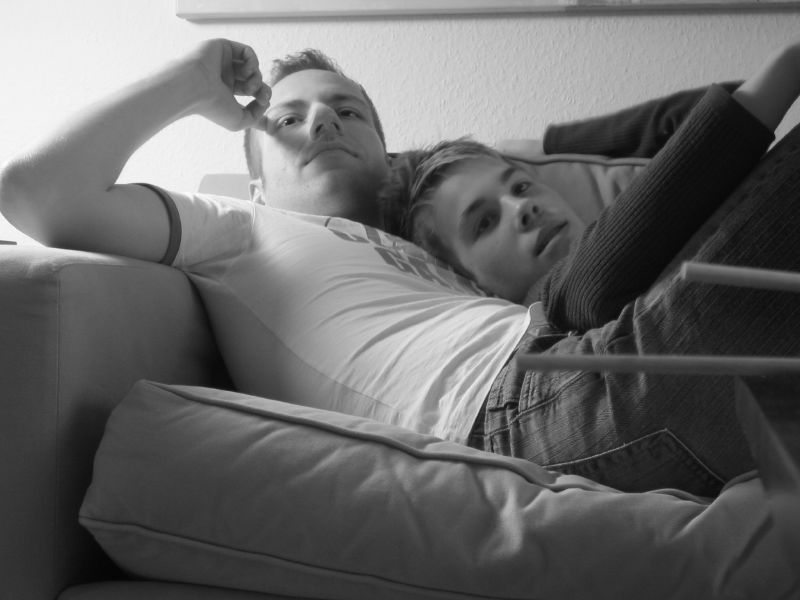
Гей-пара

С начала 1990-х годов в России стало популярно заимствованное из английского языка слово «гей», имеющее коннотацию не только сексуальной ориентации, но и активной общественной позиции.
Ещё полвека назад слово «гей» в английском языке означало просто «весёлый, беззаботный», но сейчас его уже не употребляют в этом значении. Согласно сексологу Игорю Кону, посвятившему несколько работ трактовке наименований сексуальных меньшинств, а также их символике (розовому треугольнику, букве лямбда, радужному флагу), происхождение употребления слова «гей» в связи с сексуальной ориентацией не совсем ясно. Кон утверждает, что в провансальском наречии XII—XIV веках слово «гей» обозначало куртуазное «искусство поэзии и любви».
В Англии XVII века слово «gay» обозначало легкомысленного повесу, а затем (применительно к женщинам) — проститутку. В 1920—1930-е годах в Англии и США возникают первые зафиксированные употребления слова «gay», которые можно понять как намёк на гомосексуальность (рассказ Гертруды Стайн «Helen Furr and Georgine Skeene», 1922; мюзикл Ноэла Кауарда «Bitter Sweet», 1929; голливудский фильм «Bringing up Baby», 1938). Социолог Эдуард Сагарин в книге «The Homosexual in America: A Subjective Approach» (New York: Greenberg, 1951; под псевдонимом Donald Webster Cory) утверждает, что «уже в 1930-е годы это было самое часто использовавшееся название среди самих гомосексуалов». В 1960-е года это слово стало широко распространяться и в более широком кругу носителей языка — например, именно этим словом пользуется психотерапевт Альберт Эллис для обозначения гомосексуалов в популярной книге «The Intelligent Woman’s Guide to Man-Hunting» (1963).
В русский язык слово «гей» проникло, по-видимому, только к началу 1990-х годов и получило широкое распространение в разговорной речи и неспециальной литературе в начале нового тысячелетия по той же причине, по какой сорок лет ранее в английском: им оказалось можно заменить и слова с уничижительным оттенком («педик», «гомик»), и научную терминологию («гомосексуал», ранее — «гомосексуалист»). В своей книге «Любовь небесного цвета» исследователь проблемы восприятия гомосексуальности обществом И. С. Кон пишет:

«Гей» (это прилагательное употребляется и как существительное) — не просто мужчина, любящий мужчин, а носитель особого самосознания, член соответствующей субкультуры, общины или организации, борец за свои гражданские права и т. д.
Слово «гей» применительно к гомосексуалам этимологически не имеет никакого отношения к кличу погонщика оленей или кличу «Гей, славяне!». Однако это созвучие часто используется журналистами.

### Другая терминология
Существует термин «урнинг», предложенный Карлом Генрихом Ульрихсом в своей классификации сексуальности человека. Термин основан на диалогах Платона, в которых богиня Афродита Урания («небесная») объявлена покровительницей однополой любви.
До середины 1980-х годов наиболее нейтральным, но редко употребляемым названием на русском языке было «голубой» (по мнению М. Пашкова, первоначальной формой было существительное «голубь», которое возникло как самоназвание в среде гомосексуалов, собиравшихся в 1960—1970-х годах в скверике около Большого театра в Москве).
В советское время гомосексуалисты называли свое сообщество «профсоюзом», активные геи при этом именовались «активистами».
В англооязычном пространстве мужчин-гомосексуалов называют «лиловыми» (lavender), «пурпурными» (purple) или «розовыми» (pink).
Из всех названий слова «педерастия» и «педераст» вызывают наибольшее количество споров. С одной стороны, называть гомосексуала педерастом не совсем правильно (так как педераст, в отличие от педофила — это мужчина, интересующийся мальчиками подросткового возраста). В церковной среде и среди лиц с гомофобными взглядами для обозначения гомосексуальных мужчин распространены слова «содомит» и «мужеложник».
Термин «мужеложство» сегодня официально используется в Российских законодательных документах для обозначения гомосексуального контакта между мужчинами. В частности, депутатская группа «Народный депутат» в 2002 году предлагала вернуть уголовную ответственность за «мужеложство», которое в законопроекте определялось как «противоестественное удовлетворение половой потребности мужчины с мужчиной».
Для обозначения женской гомосексуальности используются термины: «лесбиянство», «сапфизм», «трибадизм».
В современной международной медицинской литературе лица, имеющие гомосексуальную практику, обозначаются аббревиатурами MSM (Men Who Have Sex with Men — мужчины, имеющие секс с мужчинами) и WSW (Women Who Have Sex with Women — женщины, имеющие секс с женщинами). Эпидемиологи начали использовать эти термины в 1990-х годах для того, чтобы изучить распространение половых заболеваний среди мужчин, занимающихся сексом с мужчинами, независимо от их половой идентичности и сексуальной ориентации.
Важно, что от названия зависит не только эмоциональная коннотация, но и вся стратегия отношения к явлению.

## Гомосексуальное поведение и гомосексуальная ориентация

### Любовь и отношения
Сексуальная ориентация часто сравнивается с такими личностными характеристиками, как биологический пол, гендерная идентичность или возраст. Однако такое описание является неполным, поскольку сексуальная ориентация является не просто личностной характеристикой индивида, но определяется через отношения любви с другими. Американская психологическая ассоциация по этому вопросу констатирует:

Люди выражают свою сексуальную ориентацию через поведение с другими, включая такие простые действия, как держание за руки и поцелуи. Таким образом, сексуальная ориентация тесно связана с близкими личными отношениями, которые удовлетворяют глубокое ощущение потребности в любви, преданности и интимности. В дополнение к сексуальному поведению, эти связи включают несексуальные физические привязанности между партнёрами, общие цели и ценности, взаимную поддержку и продолжительные обязательства.Оригинальный текст (англ.)People express their sexual orientation through behaviors with others, including such simple actions as holding hands or kissing. Thus, sexual orientation is closely tied to the intimate personal relationships that meet deeply felt needs for love, attachment, and intimacy. In addition to sexual behaviors, these bonds include nonsexual physical affection between partners, shared goals and values, mutual support, and ongoing commitment.

### Моногамия и промискуитет
Существует представление о том, что гомосексуальность связана с промискуитетом, основанные, в том числе, на публикациях, показывающих высокое количество сексуальных партнёров у лиц с гомосексуальной ориентацией. Некоторые исследования показывают его справедливость, некоторые, напротив, утверждают что краткие и поверхностные гомосексуальные связи оказываются характерны лишь для некоторых, но далеко не для всех однополых отношений; и многие геи и лесбиянки строят долгосрочные отношения и живут как семья.
Так, в исследовании мужской гомосексуальности, опубликованном в сборнике Western Sexuality: Practice and Precept in Past and Present Times в 1985 году, социолог Микаэль Поллак пишет, что лишь незначительное количество гомосексуальных отношений длится более двух лет, и множество мужчин имеют сотни партнёров в течение своей жизни. Поллак, приводя цифры из исследований Bell & Weinberg (1978 год) и Dannecker & Reiche (1974), описывает гомосексуальные отношения как частый секс, высокая степень промискуитета в сочетании с многообразием сексуальных практик. По его мнению, такие отношения часто осложняются драмами, изменами и тревогами, а также характеризуются наложением на гетеросексуальные нормы и отсутствием надлежащей социальной модели.
Л. C. Клейн, ссылаясь на ряд исследований, называет следующие цифры сексуальных партнеров: «В 1971 г. каждый седьмой немецкий гомосексуал („швуле“) имел свыше 600 партнеров — правда, не за год, как уверяли цитированные выше доктора, а в течение жизни (Dannecker und Reiche 1974: 236). В 1981 г. за год сменила не менее пятерых партнеров половина гомосексуальных студентов, тогда как среди гетеросексуальных с такой скоростью меняли партнерш только 5 % студентов (Clement 1986: 111—112). В десять раз меньше. В США среднее количество партнеров гомосексуала за всю жизнь 50, тогда как у гетеросексуала среднее количество партнерш только 4 (Michael et al. 1994). <…>. Между тем 90 % гетеросексуальных женщин США и более 75 % гетеросексуальных мужчин показали, что вообще не имели внебрачных половых связей (Michael et al. 1994) <..> Однако <..> всё большее число предпочитает другие виды сношений и вообще „безопасный секс“, а особенно большая тяга ощущается к постоянному партнеру, к созданию гомосексуальных пар, „семей“ в кавычках и без (там, где это разрешено законом). <..> Из 50 гомосексуалов, обследованных Лиддикоутом (Boczkowski 1988: 143), 22 (то есть почти половина) имели постоянных партнеров св. 5 лет, из них два св. 10 лет и шесть свыше 15 лет. Десять лет социолог М. Бохов проводит обследование немецких „голубых“. Вот результаты по 3048 анкетам за 1996 год. Более половины, 53 процента, показали, что в этом году они жили с постоянным партнером, при чём 22 процента — только с одним, без „измен“. Опрос о количестве партнеров выяснил: 16 % имели контакт только с одним человеком, ещё 27 % с несколькими (от двух до пяти), 16 % — от шести до десяти и 24 % — со многими (более 20 партнеров за год). Это меньше, чем в 1993 году (44 %), но всё-таки почти четверть! Четыре пятых практикуют анальные сношения, но только четверть — без средств защиты (Bochow 1993; Polzer 1997)».
Сексолог и социолог И. С. Кон суммирует результаты ряда исследований однополых отношений:

По данным разных исследователей, в конце 1970-х гг. от 40 до 60 % американских геев имели более или менее стабильные парные отношения и приблизительно половина из них жили совместно, а 8 % женских и 18 % мужских пар жили совместно свыше 10 лет. По данным другого американского опроса, больше 10 лет существовали 14 % женских и 25 % мужских пар. Две трети голландских геев в момент опроса состояли в долгосрочных партнерских отношениях, со средней продолжительностью около 6 лет. Среди опрошенных в 1987 г. немецких геев никогда не имели постоянных отношений меньше 4 %. В момент опроса 59 % имели стабильные отношения, но у многих из них эта дружба началась не больше, чем год назад. В восточной Германии в 1990 г. постоянного партнера имели 56 % гомосексуалов, 48 % из них вели общее хозяйство и ещё 36 % хотели бы его вести. У 35 % 30-40-летних мужчин длительность сожительства была свыше трех, у 24 % — свыше пяти и у 10 % — свыше 10 лет. В Англии конца 1980-х годов партнерские отношения имели от 57 % до 65 % геев, их средняя длительность составляла 4 года, максимальная — 38 лет.

При этом исследования, собирающие информацию о количестве сексуальных партнёров у гомосексуалов, часто опираются на нерепрезентативные выборки, и их результаты не могут быть экстраполированы на всё население. Так, в часто цитируемой в качестве доказательства большого количества сексуальных партнёров у геев книге Bell & Weinberg более трети участников было набрано в ночных клубах, банях и барах в Сан-Франциско 1970-х. Сами авторы писали:
Следует отметить, что достижение какого-либо консенсуса относительно точного числа гомосексуальных мужчин или женщин, проявляющих ту или иную характеристику, не является целью настоящего исследования. Нерепрезентативный характер выборок других исследователей, а также нашей собственной исключает возможность какого-либо обобщения данных о распространенности того или иного явления даже среди лиц, проживающих в том месте, где проводились опросы, и тем более среди гомосексуалов вообще.
<…>

Например, хотя мы не в состоянии сказать, что у среднестатистического американского гомосексуала было определённое количество сексуальных партнеров…
Люди гомосексуальной ориентации могут как выражать, так и не выражать её в сексуальной активности. Часть гомосексуалов имеют однополые сексуальные отношения, другие могут иметь гетеросексуальные и бисексуальные отношения или вообще никаких (жить в сексуальном воздержании). Согласно широкомасштабному исследованию в США 2006—2008 годов 15 % женщин и 12 % мужчин, называющих себя гомосексуальными (или бисексуальными), никогда не имели опыта однополых отношений.

### Демографическая частота
Оценки частоты гомосексуальности значительно различаются и ещё более усложняются различными, расходящимися определениями субъекта. Более того, исследования, скорее всего, будут смещены вниз, а не вверх, из-за социальной стигмы, связанной с гиперсексуальностью и сопутствующей ему тенденцией молчать. Например, в репрезентативном опросе Emnid, проведённом в 2000 году, только 1,3 % и 0,6 % респондентов, проживающих в Германии, назвали себя геями и лесбиянками, а 2,8 % и 2,5 % соответственно — бисексуалами. В то же время, однако, 9,4 процента мужчин и 19,5 процента женщин заявили, что они чувствуют сексуальное влечение к своему полу. В опросе, проведённом в Австралии в 2003 году, 1,6 процента мужчин назвали себя геями, а 0,9 процента — бисексуалами; 0,8 и 1,4 процента опрошенных женщин сказали, что они лесбиянки или бисексуалы. В Канаде в опросе, проведённом в 2003 году среди мужчин и женщин в возрасте от 18 до 59 лет, 1,0 % назвали себя геями, а 0,7 % — бисексуалами. В Великобритании исследование, проведённое Управлением национальной статистики в 2011/2012 годах, показало, что 1,1 процента респондентов считают себя геями или лесбиянками, 0,4 процента — бисексуалами, а ещё 3,6 процента — не уверены в их ориентации.

### Ситуативная гомосексуальность
Социологический термин «ситуационная гомосексуальность» (англ. situational homosexuality), иногда называемый «псевдо-гомосексуальностью», относится к однополым актам людей, которые по умолчанию не имеют гомосексуальной ориентации, даже бисексуальной ориентации, то есть предпочитают гетеросексуальные сексуальные контакты. Основная идея заключается в том, что такая деятельность никогда бы не произошла, если бы люди находились в обычной ситуации. Такие мужчины также относятся к группе гетеросексуальных мужчин, имеющих половые контакты с мужчинами.
Так, российские специалисты различают: природную гомосексуальность — «ядерную» (вызванную особым типом функционирования центров головного мозга, регулирующих половое поведение), а также транзиторную и заместительную гомосексуальность (имеющую преходящий характер, вызванную отсутствием лиц противоположного пола), и невротическую гомосексуальность (при которой гомосексуальная активность вызвана тем, что реализация гетеросексуальной близости блокируется психологическими причинами). В отличие от первого термина, три других описывают однополые отношения, не свойственные потребностям личности: индивид не испытывает сексуального влечения к лицам противоположного пола, а во время однополого акта нередко имеет гетеросексуальные фантазии.
Однополые сексуальные отношения, не связанные с сексуальной ориентацией, нередко возникают между людьми, которые находятся в однополых коллективах длительное время в отсутствие лиц противоположного пола: в армии, в местах лишения свободы, на кораблях дальнего плавания и подводных лодках, в монастырях и т. п. Кроме того, однополые сексуальные отношения, не связанные с сексуальной ориентацией, могут возникать у молодых людей в подростковом возрасте («подростковая гомосексуальность»), когда уже возникают сексуальные потребности, но ещё нет опыта отношений с противоположным полом.
В западной литературе в подобных случаях используется термин «ситуативная гомосексуальность» (англ. situational homosexuality). Этот термин сейчас постепенно входит и в употребление российских авторов. Однако, в российской научной литературе в этом случае чаще используется термин, идущий ещё с советских времён — «ложный гомосексуализм» (в противоположность «истинному гомосексуализму»), подразумевающий временное сексуальное однополое поведение, либо бисексуальность. «Ложный гомосексуализм» (или «ложная гомосексуальность») также называется «псевдогомосексуальность» и в этой форме упоминается в зарубежной литературе. Западные авторы используют также в подобных случаях выражение «гетеросексуальные мужчины, имеющий секс с мужчинами» (англ. Straight Men Who Have Sex with Men, сокращённо — SMSM).

### Институционализированная гомосексуальность
В древнем мире существовали широко распространённые типы однополых сексуальных отношений, социально предписанные в определённых случаях. Эти типы однополых контактов и сейчас сохраняются в некоторых племенах.
К институционализированной гомосексуальности относятся ритуалы инсеминации (осеменения) мальчиков, известные, например, у народов Новой Гвинеи и Меланезии. Этнографические исследования XX века показали, что у первобытных народов мужские гомосексуальные контакты во многих случаях выступают как составная часть инициации: взрослые мужчины племени совершают различные в разных культурах сексуальные действия с мальчиками-подростками, и эти действия понимаются в качестве необходимых для перехода во взрослый мужской статус.
Характерной особенностью таких отношений является отсутствие формирования постоянной сексуальной идентичности. Индивид послушно выполнял принятые в качестве нормы традиционные сексуальные обязанности, а его чувства и предпочтения не играли никакой роли. Интерпретация этих обычаев вызывает споры. Одни исследователи рассматривают их как способ контроля рождаемости: не созревшие и не готовые ещё к браку и продолжению рода юноши совершают сексуальную разрядку в однополых отношениях. Другие учёные считают такие отношения средством поддержания мужской групповой солидарности. Третьи связывают это с необходимостью высвободить мальчиков из-под материнского влияния. Четвёртые отмечают связь этих обычаев с космогоническими и религиозными представлениями.
По мнению некоторых исследователей, поздним, значительно трансформированным вариантом такой культурной нормы выступала характерная для древних Афин и отражённая в сочинениях Платона, Ксенофонта и других авторов практика любовных (а не только сексуальных) отношений между мужчиной и юношей, содействовавших, по представлениям афинской аристократии, эмоциональному и интеллектуальному созреванию младшего партнёра. Какие-либо иные проявления гомосексуальности, кроме институционализированных, как в первобытном обществе, так и в Афинах, по мнению ряда авторов, не одобрялись.
Другой тип институционализированной гомосексуальности представляет собой выделение в обществе людей «третьего пола», которые биологически принадлежат к одному полу, но выполняют социальные роли противоположного. Сексуальные отношения с лицами собственного пола трактуются в этих случаях как аспект общего изменения половой роли и идентичности. Наиболее исследован феномен «третьего пола» у ряда индейских племен, где такие люди назывались бердач или бердаче. Аналогичные явления известны на Таити, в Индонезии и в некоторых других местах.
Природа бердачизма не имеет однозначного объяснения. Некоторые исследователи считают его формой институционализированной гомосексуальности. При этом в описаниях социальных ролей и функций бердач подчеркиваются не сексуальные, а гендерные характеристики. Другие ученые полагают, что бердачи — интерсексы или транссексуалы. Однако, не у всех бердачей есть интерсекс-признаки или признаки транссексуальности. Третьи считают бердачизм формой социальной ниши для мальчиков, которые по каким-то причинам не могут выполнять трудные и соревновательные мужские роли и поэтому отождествляются с женщинами. Но встречаются и бердачки-женщины.
Ещё один тип институционализированных гомосексуальных отношений, также существовавший во многих древних культурах, связан с культами плодородия и выражается в сакральной проституции. Храмовая проституция практиковалась обоими полами. Мужская храмовая проституция отмечалась во многих культурах Ближнего Востока и Передней Азии, например, в древнем Шумере, Вавилоне, Ассирии, южной Индии и, по всей вероятности, в Израиле. Жрецами многих женских божеств нередко становились евнухи или трансвеститы.

## Гомосексуальность и общество

### Криминализация и декриминализация
На протяжении столетий во многих государствах мира существовало уголовное преследование за гомосексуальные отношения — так называемые «законы против содомии», продиктованные, главным образом, культурно-религиозными традициями. Так, уже в 342 году христианские императоры Констанций II и Констант объявили для мужчин, вступающих в однополые отношения, наказание смертной казнью. В 390 году императоры Валентиниан II, Феодосий I Великий и Грациан приговорили «играющих роль женщин» к публичному сожжению. Император Юстиниан I обвинил гомосексуалов в том, что по их вине ниспосылаются такие кары как землетрясения и мор и, вспомнив библейское сказание об уничтожении городов Содома и Гоморры, повелел гомосексуалов казнить (законы 538 и 544 годов). По мнению историков, логикой Юстиниана, что казнь гомосексуалов соответствует Божественной воле и способна защитить страну от кар за их грехи, были продиктованы последующие законы многих стран, нередко предписывавшие смертную казнь. Европейская средневековая история полна осуждениями за однополые отношения как инквизицией, так и государственными «законами против содомии».
Уголовные наказания за гомосексуальные акты стали смягчаться или отменяться в Европе лишь начиная с эпохи Просвещения, что соответствует распространению скептицизма в отношении церковного авторитета и началу зарождения концепции прав человека. Первым государством, отменившим уголовное преследование за однополый секс в 1790 году, была маленькая страна Андорра. Вторым государством стала Франция эпохи Великой французской революции. В 1791 году под влиянием недавно объявленной Декларации прав человека и гражданина 1789 года во Франции был принят новый уголовный закон, где в числе других изменений однополый секс уже не рассматривался в качестве преступления при условии, что он не был насильственным и не совершался публично. В дальнейшем легализовывать однополые отношения стали многие другие государства мира. К примеру, традиционно исламская Турция отменила уголовное преследование гомосексуалов в 1858 году.
В США в колониальные времена однополые акты карались смертной казнью. В 1779 году Томас Джефферсон, бывший в то время законодателем штата Вирджиния, внес проект закона, по которому за мужеложество полагалась кастрация, а за лесбиянство — прокалывание носовой перегородки носа с диаметром отверстия не менее полудюйма. Это считалось максимально возможным проявлением либерализма. Штат Иллинойс стал первым американским штатом, легализовавшим однополые акты, лишь в 1961 году. Спустя восемь лет уголовную ответственность отменил штат Коннектикут. Но в остальных штатах США они по-прежнему оставались тяжким преступлением, в некоторых случаях предусматривающим лишение свободы на срок до 20 лет. В 1973 году, когда Американская психиатрическая ассоциация исключила гомосексуальность из списка психических заболеваний, уголовные преследования за гомосексуальные акты всё ещё сохранялись. И только в 2003 году Верховный Суд США в результате решения по делу Лоуренс против Техаса признал неконституционными все законы, запрещающие однополые сексуальные отношения. К тому времени такие законы сохранялись в 13 штатах. 6 декабря 2011 года президент Барак Обама выпустил директиву, объявляющую борьбу за права сексуальных меньшинств за рубежом приоритетом американской внешней политики.
В отличие от многих других стран, в истории России уголовного преследования за однополые контакты долгое время вообще не существовало. Первый светский антигомосексуальный закон был введён лишь Петром I в 1706 году и распространялся только на военнослужащих. Затем в 1835 году в законодательство России уголовное преследование за мужеложество ввёл Николай I. После октябрьской революции 1917 года преследование в РСФСР было отменено, но вернулось Сталиным в уголовный кодекс в 1933 году и оставалось в нём до 1993 года.
В настоящее время во многих государствах гомосексуальные отношения легализованы. Согласно отчёту ILGA за май 2022 года, уголовное преследование за гомосексуальные отношения, по-прежнему, сохраняется в 67 странах мира, в том числе, в пяти странах (Иран, Йемен, Мавритания и Саудовская Аравия, а также в некоторых регионах Нигерии и Сомали гомосексуальные контакты караются смертной казнью.

### Общественное мнение
Начиная с 1970-х годов, многие страны мира делаются более толерантными и принимающими однополые отношения между партнёрами, достигшими возраста согласия. В настоящее время наблюдаются разные тенденции в различных культурах и регионах земли. В 2007 году Pew Research Center провёл глобальное исследование отношения к гомосексуальности в различных частях света и странах (исследовательский проект Pew Global Attitudes Project) и обнаружил:

Люди в Африке и на Ближнем Востоке решительно возражают против социального принятия гомосексуальности. Принятие гомосексуальности и бисексуальности, однако, очень высоко в Западной Европе, Канаде, США, Австралии и Новой Зеландии. Во многих странах Латинской Америки, включая Аргентину, Бразилию, Чили и Мексику также большинство принимает наличие геев.

Следующее аналогичное глобальное исследование было проведено в 2013 году. Оно показало такие же тенденции, а также позволило сделать заключение, что отношение к гомосексуальности существенно не изменялось в странах в течение последних лет, за исключением Южной Кореи, США и Канады, где процент считающих, что гомосексуальность должна приниматься обществом, возрос на 21 %, 11 % и 10 %, соответственно, в сравнении с ответами в 2007 году.
Исследование, проведённое в 2019 году, показало существенный рост уровня толерантности в большинстве стран мира. Более богатые и развитые страны были менее гомофобными.
В Российской Федерации население относится к гомосексуальности по большей части негативно — по данным опроса Левада-центра, 19 % россиян в 2015 году относились к гомосексуалам настороженно, 22 % — с раздражением, 24 % — с отвращением или страхом. 58 % опрошенных считали, что взрослые люди скорее не должны иметь право вступать в однополые отношения с другими взрослыми по обоюдному согласию. Россия — это одна из немногих стран в опросе Pew Research Center, в которой уровень принятие гомосексуальности лишь сократился со временем: от 22 % в 2002 году до 14 % в 2019. С другой стороны, в опросе Левада-центра от 2019 года 47 % россиян выступили за равные права для ЛГБТ, что превышает предыдущие показатели.

### Дискриминация гомосексуалов
Гомосексуалы относительно малочисленны по сравнению с гетеросексуалами, но выступают в качестве обособленной социальной группы. Так как гомосексуалы являются сексуальным меньшинством, возникают проблемы, связанные с их дискриминацией. Дискриминация гомосексуалов была особенно сильна в прошлом, но сохраняется и в настоящее время, особенно в странах Азии и Африки, государствах с развитой религиозно либо идеологически ориентированной культурой населения.
В настоящее время в либерально-демократических странах к гомосексуалам относятся гораздо более терпимо. Но даже и в этих странах сохраняются элементы дискриминации. Например, открытых гомосексуалов не допускают в некоторые организации, такие как армия и учреждения для мальчиков (например, лагеря бой-скаутов). В армии от гомосексуалов часто требуют, чтобы они не афишировали свою сексуальную ориентацию, (например, в армии США; политика «Не спрашивай, не говори» была отменена 22 декабря 2010 года). В Российской Федерации официально гомосексуальность не является ограничением к воинской службе.
Правозащитные организации сообщают о следующих документально подтверждённых проявлениях дискриминации гомосексуалов в различных частях мира:
«Осознание того, что лесбиянки, геи и бисексуалы, а также транссексуалы и интерсексуалы уязвимы для насилия и дискриминации, представляет собой важный шаг к защите основных прав всех людей.
Я понимаю, что в некоторых странах гомосексуализм воспринимается как нечто, противостоящее природе сексуальных устоев большинства. Но, как верховный комиссар, я придерживаюсь универсальных стандартов прав человека и человеческого достоинства, которые превыше всего. И здесь не должно быть никакой неопределенности: поднимая голос в защиту прав тех, кто является лесбиянками, геями, бисексуалами, транссексуалами или интерсексуалами, мы не призываем к признанию новых прав и не пытаемся расширять сферы прав человека.
Мы попросту указываем на главное: существующее международное право защищает всех и каждого от насилия и дискриминации, в том числе из-за сексуальной ориентации или половой идентичности.
Государства несут ответственность за обеспечение для всех людей одних и тех же прав, независимо от того, кто они, откуда родом, как выглядят или кого они любят».
- В ряде стран в силу особых положений и обычаев гомосексуалам отказано в равенстве перед законом.
- Право на недискриминацию и на свободу от насилия и домогательств фактически не гарантируется, когда сексуальная ориентация не фигурирует в антидискриминационных законах, положениях конституции, а также в нормах, регулирующих их применение.
- Право на жизнь нарушается в государствах, где «содомия» карается смертной казнью.
- Право не подвергаться пыткам, жестокому, негуманному или унизительному обращению нарушается поведением полиции в ходе расследований, а также в случаях содержания гомосексуалов под стражей.
- Право на справедливый суд на практике часто страдает из-за гомофобных предрассудков судей и других чиновников правоохранительных органов.
- Право на частную жизнь нарушают «антисодомитские законы» ряда стран, где юридически наказуемы любые гомосексуальные отношения, даже происходящие с обоюдного согласия между взрослыми людьми в необщественном месте.
- Права гомосексуалов на свободу слова и свободу собраний либо откровенно нарушаются законами некоторых стран, либо, в силу гомофобного климата в обществе, не могут быть осуществлены в полной мере.
- Свобода вероисповедания гомосексуалов обычно стеснена в тех странах, в которых доминирующая церковь или иные религиозные институты выступают против однополой любви.
- Право на труд часто страдает в случаях, когда гомосексуалы сталкиваются с дискриминацией в вопросах занятости и увольнениями на почве сексуальной ориентации.
- Ущемляются права на социальное страхование, социальную помощь и дополнительные выплаты в отношении гомосексуалов: например, когда необходимо сообщить данные партнёра, — как следствие, ухудшается и уровень жизни.
- Обеспечению права на физическое и душевное здоровье гомосексуалов препятствуют дискриминационные порядки и обычаи, гомофобия отдельных врачей, недостаточная подготовка медицинских работников в вопросах сексуальной ориентации.
- В праве на создание семьи гомосексуалам отказывают государства, которые официально не признают однополые семьи.
- Гомосексуалы, как пары, так и отдельные лица, не всегда могут усыновить или удочерить ребёнка. Право ребёнка на неразлучение с родителями иногда нарушается по причине негетеросексуальной ориентации одного из родителей.
- Парам, в которых партнёры имеют разное гражданство, отказывается в свободе передвижения, если однополые отношения официально не признаются.
- Гомосексуалы не всегда могут воспользоваться правом на образование в силу враждебной атмосферы, нагнетаемой учебными заведениями и педагогами.

Возникшее в середине XX века и набирающее силу движение за права сексуальных и гендерных меньшинств, борющееся за толерантное отношение к гомосексуальности и принятие законодательных мер, которые гарантировали бы им равноправие во всех сферах общественной жизни, повлияло на постепенное изменение отношения к гомосексуалам со стороны общества в сторону большей толерантности. Под равноправием понимается отмена уголовного преследования гомосексуальности, отмена положений, определяющих гомосексуальность как патологию, отмена запретов на профессию для гомосексуалов, право на заключение браков между гомосексуалами, усыновление детей однополыми парами. Так же предлагается установить ответственность за проявления гомофобии как одной из форм ксенофобии.
Международные организации выступают за соблюдение прав гомосексуалов различными декларациями и резолюциями. В их числе: Декларация Организации Объединённых Наций по вопросам сексуальной ориентации и гендерной идентичности 2008 года, Резолюция Парламентской ассамблеи Совета Европы «Дискриминация по признаку сексуальной ориентации и гендерной идентичности» 2010 года и множество других документов. Декларации и резолюции могут быть использованы, для того чтобы привлечь общественное внимание и побудить правительства стран к их соблюдению (если правительства обеспокоено международным имиджем страны).
17 июня 2011 года Совет ООН по правам человека впервые в истории принял инициированную ЮАР резолюцию «Права человека, сексуальная ориентация и гендерная идентичность», запрещающую дискриминацию на основе сексуальной ориентации. Российская Федерация, однако, проголосовала против её принятия в числе африканских и мусульманских государств. В числе стран, поддержавших документ — США, государства Европейского Союза и Бразилия.
Существуют также международные юридические инструменты против дискриминации, имеющие форму договоров. Если государство ратифицировало международный договор или присоединилось к нему, оно должно вносить поправки к существующим законами или разрабатывать новое законодательство, чтобы в полной мере выполнять условия договора, и следить за его соблюдением. Договоры, имеющие обязательную силу, могут быть использованы для того, чтобы заставить правительства выполнять положения договора, касающиеся прав человека для гомосексуалов. За соблюдением прав человека, в том числе и гомосексуалов, наблюдает Европейский суд по правам человека. Например, 21 октября 2010 года ЕСПЧ постановил, что Российская Федерация нарушает Конвенцию о защите прав человека и основных свобод, дискриминируя гомосексуалов в правах на свободу собраний, свободу объединений и на эффективное средство правовой защиты.
Бразильский федеральный совет психологии 22 марта 1999 года принял резолюцию № 001/99, в которой изложил стандарт для психологов при работе с людьми гомосексуальной ориентации. В документе описан подход, исключающий дискриминацию и направление пациентов психологов на лечение гомосексуальности, не являющейся болезнью.

### Гетеросексизм и гомофобия
Гомосексуалы часто становятся объектом предрассудков и дискриминации как результат гетеросексизма и гомофобии. Под гетеросексизмом понимается система представлений, предубеждений и дискриминации, подразумевающая идею превосходства гетеросексуальности. Гомофобия определяется в Резолюции Европарламента «Гомофобия в Европе» как «иррациональный страх и отвращение к гомосексуальности и к лесбиянкам, геям, бисексуалам и трансгендерным людям, основанные на предубеждениях и схожие с расизмом, ксенофобией, антисемитизмом и сексизмом». Хотя термин «гомофобия» происходит от слова «фобия», гомофобия не рассматривается как клиническое заболевание. Тем не менее, некоторые авторы высказывают мнение, что гомофобия может классифицироваться в качестве «нетерпимого расстройства личности» (англ. intolerant personality disorder) совместно с расизмом и сексизмом.
Американский психолог Гордон Олпорт разработал шкалу для оценки предрассудков, в соответствии с которой каждый новый уровень их развития характеризуется усилением степени предвзятости в отношении ущемляемой группы. Применительно к гомофобии эта шкала может выглядеть так:
1. Вербальное выражение антипатии — открытое выражение отвращения и ненависти к геям и лесбиянкам, использование унижающих кличек и др.
2. Избегание контактов с гомосексуалами, например, отказ работать вместе или сидеть за одним столом.
3. Дискриминация, то есть отказ в отношении к гомосексуалам как равным, запрет на профессии и др.
4. Физическое насилие, выражающееся в избиениях, убийствах, изнасилованиях.

Существуют разногласия в отношении вопроса, следует ли рассматривать гетеросексизм и гомофобию как одно явление, или же между ними имеются принципиальные различия. Как видно из определения, гомофобия связывается с психологической установкой и эмоциональным восприятием, в то время как гетеросексизм подразумевает некую осознанную идеологию, хотя и основанную на предубеждении. Тем не менее, оба явления лежат в основе негативного отношения к гомосексуальности и дискриминации гомосексуалов.

### Каминг-аут
Важную роль в отношениях между гомосексуалами и обществом играет каминг-аут (англ. coming out — «выход», сокр. от coming out of the closet — букв. «выход из чулана», по смыслу — «выход из тени»). Этим термином называют открытие ЛГБТ-людьми своей сексуальной ориентации (или гендерной идентичности) перед окружающими: публично обществу и/или близкому окружению, семье и друзьям. Значение и смысл каминг-аута могут быть поняты с разных сторон — в психологическом, социальном и правозащитном контексте.
Психологи рассматривают каминг-аут как процесс, который важен для психологического здоровья гомосексуалов. С одной стороны, сокрытие ориентации может привести к негативным когнитивным, аффективным и поведенческим последствиям, связанным друг с другом. Решение скрывать ориентацию может привести к навязчивым мыслям, ненависти к себе, депрессии, подозрительности и недоверию по отношению к окружающим. С другой стороны, раскрывая свою сексуальную ориентацию, ЛГБТ-персона рискует столкнуться с негативной реакцией, которая может только ухудшить самооценку и уменьшить решимость совершить каминг-аут ещё раз, а также с возможной стигматизацией.
В 1951 году социолог Эдуард Сагарин в работе «Гомосексуал в Америке», которую он опубликовал под псевдонимом Дональда Вебстера Кори, описал необходимость скрывать свою сексуальную ориентацию от окружения в условиях общественной нетерпимости. В этой работе он выразил свои личные переживания: «Общество выдало мне маску, которую я вынужден постоянно носить… Куда бы я ни шёл, я притворяюсь везде и перед любыми представителями всех слоев общества». Раскрывая свою сексуальную ориентацию перед другими, гомосексуал перестаёт скрываться, освобождается от чувства постоянного напряжения и страха, вместе с чем решается целый ряд психологических проблем.
Различные факторы могут повлиять на последствия решения о сокрытии ориентации или совершения каминг-аута. По данным мета-анализа, сокрытие ориентации увеличивает риск психических заболеваний, но уменьшает риск злоупотребления психоактивными веществами. Более молодой возраст и более позднее время проведения исследования были связаны с более тяжёлыми последствиями сокрытия ориентации. Бисексуальная идентичность, наоборот, была связана с меньшими последствиями.
В исследовании стран Европы было обнаружено, что между уровнем гомофобии в стране, раскрытием сексуальной ориентации и удовлетворённостью жизнью среди ЛГБТ есть связь, причём сокрытие ориентации опосредовало связь между стигматизацией и ухудшением среднего уровня жизни ЛГБТ в стране. С другой стороны, в гомофобных странах люди, скрывавшие свою ориентацию, избегали ещё более низкой удовлетворённости жизнью.
По данным ещё одной статьи, раскрытие сексуальной ориентации улучшало благополучие респондентов в социальных контекстах, поддерживающих автономию человека, в контекстах, контролирующих свободу, преимущества каминг-аута сходили на нет.
Социологические исследования показывают, что люди, которые знают открытых геев и лесбиянок, имеют более положительное отношение к гомосексуалам как социальной группе и в большей мере поддерживают их права. К примеру, в таком консервативном государстве как Польша с широко распространённым негативным отношением к гомосексуальности по данным на 2008 год в поддержку юридического института однополых партнёрств выступило 36 % тех, кто не знает открытых геев и лесбиянок, и 70 % тех, кто знает таковых. Различия во мнениях обеих групп выявились и при ответах на многие другие вопросы об отношении к гомосексуальности. Каминг-аут способствует снижению гомофобии и росту толерантности, увеличению числа толерантным к представителям ЛГБТ (гей-фрэндли) заведений и организаций.
Социальное значение каминг-аута связано с открытием перед обществом самого факта существования достаточно многих людей, имеющих гомосексуальную ориентацию. Их число невелико в процентном соотношении от численности всего общества, но в количественном отношении это число составляет миллионы людей. Правозащитное значение каминг-аута заключается в открытой борьбе гомосексуалов за свои права и в поддержке прав гомосексуалов со стороны их гетеросексуальных союзников. Концепция каминг-аута находит одобрение в либерально-демократических государствах. Так, в США 11 октября, а также вслед за ними в ряде других стран — Канада, Германия, Нидерланды, Швейцария, Австралия, Новая Зеландия, Хорватия, и Великобритания (12 октября) ежегодно проводится «Национальный день каминг-аута».

### Однополые семьи

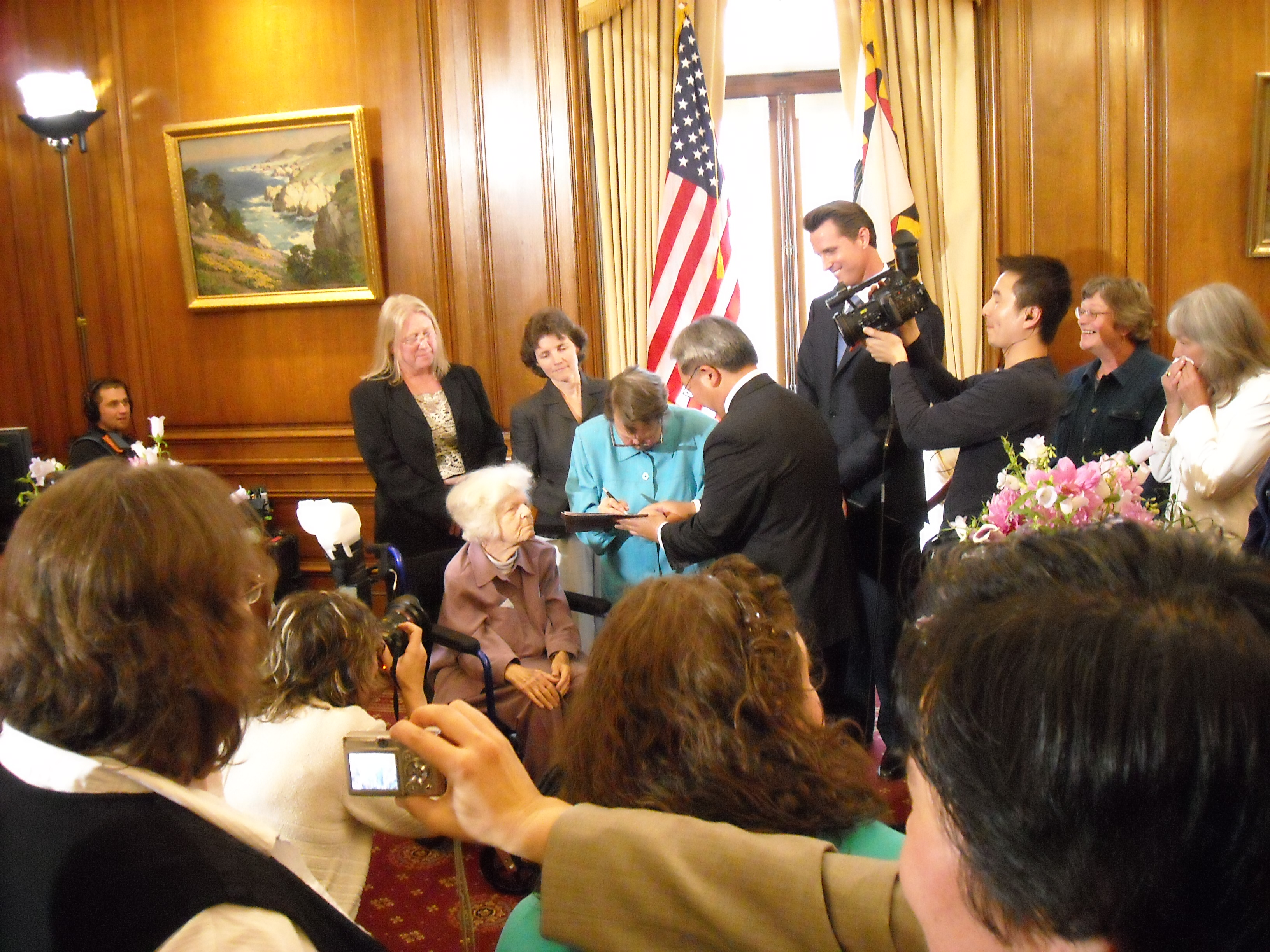
Свадьба Дэл Мартин и Филлис Лайон. Сан-Франциско, 16 июня 2008 года

Гомосексуалы создают устойчивые пары. В тех странах, где это разрешено законом, они могут заключить брак или зарегистрированное партнёрство. Легализация однополых союзов, приравнение их к юридически оформленным бракам — одно из программных требований геев и лесбиянок во всем мире. Официальная регистрация отношений предоставляет парам возможность пользоваться соответствующими юридическими правами: на совместное имущество, на наследование, социальное и медицинское страхование, льготное налогообложение и кредитование, право не свидетельствовать в суде против супруга, право выступать доверенным лицом от имени супруга в случае его недееспособности по состоянию здоровья, право на распоряжение телом супруга в случае смерти и другие права, которых лишены незарегистрированные пары. Кроме того, ряд исследований обнаружил связь между легализацией гей-браков, принятием прочих антидискриминационных законов, поддерживающих ЛГБТ-сообщество, и улучшением психического здоровья и сокращением рискованного поведения среди ЛГБТ. И наоборот, нехватка антидискриминационных законов, референдумы по поводу запрета однополых браков и запреты однополых браков оказались связаны с негативными последствиями для ЛГБТ.
В 2006 году Американская психологическая ассоциация, Американская психиатрическая ассоциация и Национальная ассоциация социальных работников сделали следующее заявление в документе, представленном в Верховном Суде Калифорнии:
«Геи и лесбиянки формируют устойчивые, преданные отношения, которые эквивалентны гетеросексуальным в ключевых аспектах. Институт брака предполагает социальную и психологическую пользу и благосостояние, в которых отказано однополым парам. Отрицая право однополых пар на брак, государство укрепляет и увековечивает историческую стигматизацию гомосексуальности. Гомосексуальность остаётся стигматизированной, и эта стигма имеет негативные последствия».

Указанные ассоциации пришли к заключению: 
«Не существует научных оснований для проведения различий между однополыми парами и гетеросексуальными парами в отношении юридических прав, обязательств, выгод и издержек, предоставленных гражданским браком».
К 2025 году возможность заключить однополый брак существует в около сорока странах: Нидерланды, Бельгия, Испания, Канада, ЮАР, Норвегия, Швеция, Португалия, Исландия, Аргентина, Дания, Бразилия, Франция, Уругвай, Новая Зеландия, Люксембург, США, Ирландия, Колумбия, Финляндия, Мальта, Германия, Австралия, Австрия, Тайвань, Эквадор, Великобритания, Коста-Рика, Чили, Швейцария, Словения, Куба, Мексика, Андорра, Эстония, Греция, Лихтенштейн и Таиланд.
Несколько стран (Венгрия, Хорватия, Черногория, Чехия и другие) приняли законы о зарегистрированных партнёрствах, то есть аналогах брака, доступного для однополых (а в некоторых странах также и для разнополых) пар.

### Воспитание детей

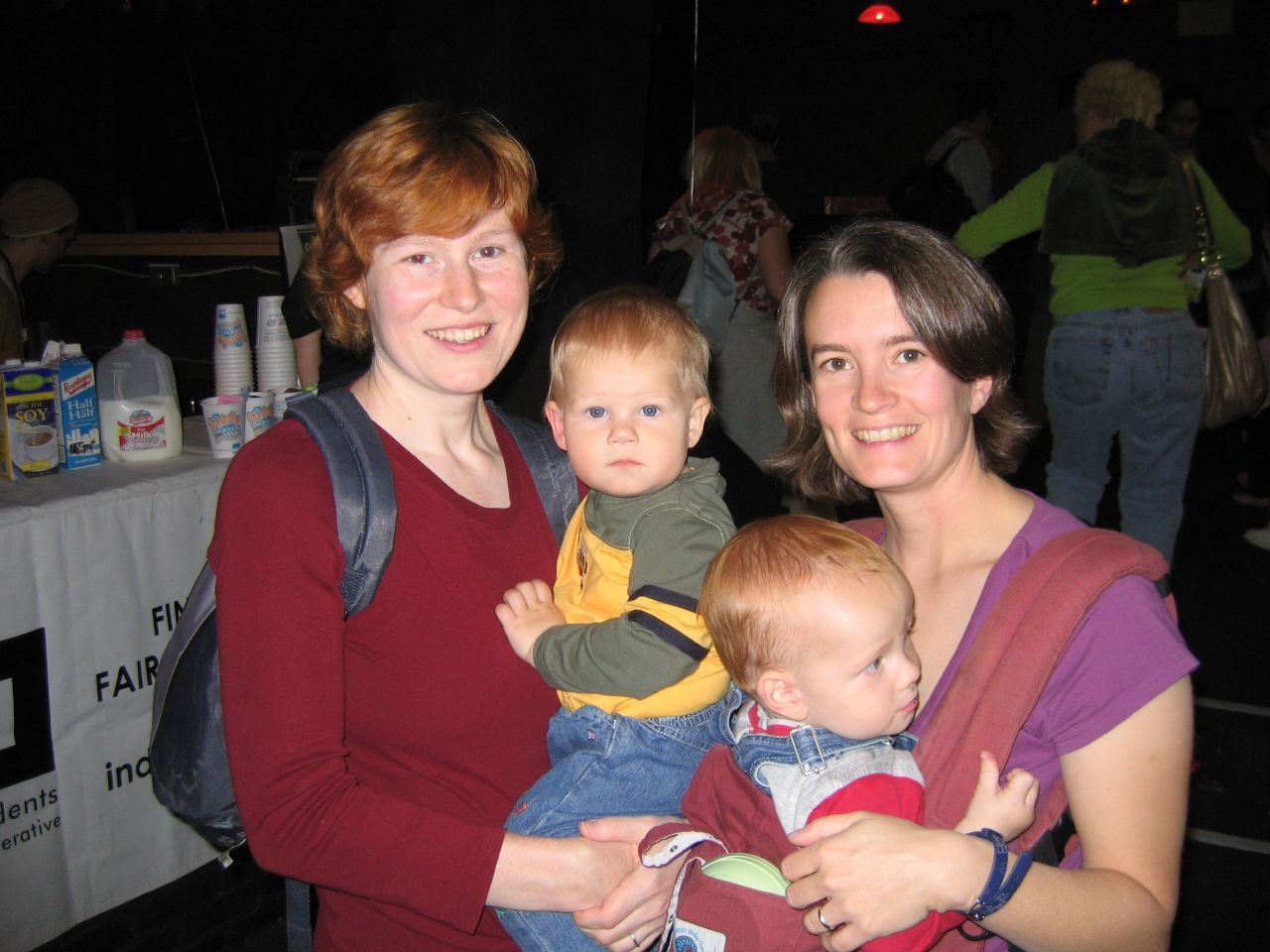
Однополая семья

В некоторых странах однополые супруги и зарегистрированные партнёры могут усыновлять и воспитывать детей и имеют доступ к искусственному оплодотворению.
В научных публикациях сообщается о консенсусе по поводу отсутствия значимых негативных различий между детьми, усыновлёнными разнополыми и однополыми парами. Исследования в целом подтверждают, что гомосексуальные родители так же хороши и способны, как и гетеросексуальные родители, а их дети психологически здоровы и хорошо приспособлены, как дети, которых воспитывают гетеросексуальные родители. Согласно обзорам литературы, доказательств обратного нет.

## Гомосексуальность и наука

### История изучения гомосексуальности
Гомосексуальность привлекала внимание учёных со времен античности. Одно из первых исследований было проведено Сораном Эфесским, который относил гомосексуальность к числу психических патологий.
Начиная с конца XIX века, гомосексуальность вошла в сферу внимания психиатрии и психологии. В 1886 году психиатр Рихард Крафт-Эбинг в известной работе «Половые психопатии» охарактеризовал гомосексуальность в качестве «дегенеративного заболевания». С тех пор данная точка зрения стала преобладающей в психиатрии до начала процесса депатологизации гомосексуальности 1940-х — 1970-х годов. Однако, уже среди современников Крафта-Эбинга находилось, по крайней мере, двое исследователей, которые не придерживались его точки зрения о патологии гомосексуальности: Хэвлок Эллис и Зигмунд Фрейд.

#### Эллис о гомосексуальности
Генри Хэвлок Эллис (1859—1939), британский врач и психолог, был одним из крупнейших сексологов своего времени. В 1906 году в Германии была опубликована его книга, написанная в соавторстве с Джоном Аддингтоном Симондсом, — «Сексуальная инверсия» (Sexual Inversion). Год спустя она была опубликована также и в Англии, однако там подверглась судебному преследованию как «похотливая, вредная, порочная, грязная, скандальная и непристойная». Это было время, когда Оскар Уайльд совсем недавно отбывал уголовное наказание за гомосексуальность. Книга содержала научный обзор всех известных в то время фактов относительно гомосексуальных отношений среди животных, у «примитивных» (нецивилизованных) народов, в античности и в современной Эллису эпохе. Сам Эллис так охарактеризовал изложение жизни его гомосексуальных современников:

«Эти истории были получены частным образом; их герои не являются обитателями тюрем и сумасшедших домов, в большинстве случаев они никогда не консультировались с врачом относительно своих… инстинктов. Они ведут жизнь обычных, а иногда и уважаемых членов общества».
Радикализм этого изложения состоял в том, что гомосексуалы изображались нормальными людьми, отличавшимися от других преимущественно только своими сексуальными предпочтениями. Эллис отверг представление о гомосексуальности как «дегенеративном заболевании», безнравственности и преступлении. Он рассматривал гомосексуальность как некоторое врождённое свойство, которое актуализируется жизненным опытом. Эллис скептично относился к возможности лечения гомосексуальности. Браки «излечившихся» гомосексуалов («инвертированных») он считал бесперспективными, утверждая, что:

«Кажущееся изменение оказывается неглубоким, положение инвертированного становится ещё несчастнее, чем первоначальное, как для него самого, так и для его жены».
Вместе с этим, признание гомосексуальных союзов в качестве альтернативы брака было слишком революционно для него, и он видел идеальным вариантом для гомосексуала соблюдение воздержания:

«Именно идеал целомудрия, а не нормальной сексуальности, должен стоять перед глазами инвертированного от рождения. В нём, может быть, и нет задатков качеств обычного человека, но, возможно, он скрывает в себе задатки святого».
Много данных о гомосексуальности содержится и в других сочинениях Эллиса, особенно в семитомных «Исследованиях по психологии пола». В конце жизни Эллис стал пользоваться большим влиянием в Англии и Соединенных Штатах. Его книги позволили обсуждать проявления сексуальности, прервав табу викторианской эпохи.

#### Фрейд о гомосексуальности
На рубеже XIX—XX веков австрийский психиатр и основатель психоанализа Зигмунд Фрейд полагал, что всем людям свойственна врождённая бисексуальность, а гетеросексуальность и гомосексуальность — это варианты раннего детского развития. Фрейд не рассматривал гомосексуальность в качестве болезни. Широко известно следующее его высказывание в письме к одной матери, которая просила вылечить её гомосексуального сына:

Гомосексуальность, конечно, не является преимуществом, но это не то, чего стоит стыдиться, не порок, не деградация, и она не может быть квалифицирована как заболевание. Мы считаем это вариацией сексуальной функции, причиной которой является определённая задержка в развитии.

Фрейд считал, что выбор объектов своей любви, гомосексуалы выбирают через нарциссическое влечение:

Мы обнаружили, особенно ясно у тех людей, чьё либидинальное развитие претерпело какие-то помехи, таких как извращенцы и гомосексуалы, что в их более позднем выборе объектов любви они берут в качестве модели не свою мать, а самих себя. Они явно ищут самих себя в качестве объекта любви и проявляют тип выбора объекта, который следует называть «нарциссическим».
Оригинальный текст (англ.)We have discovered, especially clearly in people whose libidinal development has suffered some disturbance, such as perverts and homosexuals, that in their later choice of love-objects they have taken as a model not their mother but their own selves. They are plainly seeking themselves as a love-object, and are exhibiting a type of object-choice which must be termed ‘narcissistic’.

Фрейд полагал, что терапия гомосексуалов должна быть направлена на коррекцию возникающего у них вследствие их сексуальной ориентации психического дискомфорта («дисфории сексуальной ориентации») и на принятие пациентом собственного «я» — вне зависимости от того, сможет ли при этом произойти изменение сексуальной ориентации или нет. В письме к той же женщине Фрейд далее продолжил:

Другой вопрос, сможет ли анализ чем-то помочь вашему сыну. Если он несчастлив, нервен, его раздирают конфликты, он чувствует себя подавленно в обществе, анализ может принести ему гармонию, душевный покой, полную дееспособность, независимо от того, останется ли он гомосексуалистом или изменится.

Фрейд сомневался в перспективах лечения гомосексуальности, он высказывался, что «попытка превращения… гомосексуалиста в гетеросексуала, скорее всего, окажется неудачной».

#### Исследования Кинси
Американский биолог Альфред Кинси в своих исследованиях человеческой сексуальности, основанной на выборке из нескольких тысяч человек в 1940—1950-х годах, предложил семибалльную шкалу сексуальности (так называемую шкалу Кинси), «подчёркивая непрерывность градаций между исключительно гетеросексуальными и исключительно гомосексуальными личными историями»: крайние точки на этой шкале отмечают людей с однозначными предпочтениями, а промежуточные — тех, для кого характерно сочетание гетеросексуального и гомосексуального начала в той или иной пропорции. В развитие этого подхода американский психиатр Фриц Клейн разработал в дальнейшем так называемую решётку сексуальной ориентации, в которой по аналогичной шкале раскладываются несколько не вполне коррелирующих друг с другом параметров:
1. сексуальное влечение (предпочитаемый пол сексуальных партнеров);
2. сексуальное поведение (пол реальных сексуальных партнеров);
3. эротические фантазии;
4. эмоциональные предпочтения (с лицами какого пола индивид предпочитает общаться);
5. социальные предпочтения (с кем он фактически проводит больше времени);
6. самоидентификация (как он определяет свою сексуальную идентичность);
7. стиль жизни (мера включенности личности в ту или иную субкультуру).

Не совпадая друг с другом и по-разному проявляясь на разных стадиях жизненного пути, эти параметры ведут к невозможности или, по крайней мере, проблематичности однозначного разделения человеческой популяции на гетеро-, гомо- и бисексуалов, равно как и их количественного подсчёта. В связи с этим в научной литературе в последнее время принято пользоваться уточняющими или более узкими терминами — например, говорить о гомосексуальной ориентации, гомосексуальном поведении, гомосексуальности как точке на подшкале «сексуальность» шкалы Кинси и так далее.
Опубликованные в 1948 году отчёты Кинси пошатнули принятую в то время жёсткую бинарную эссенциалистскую модель сексуальности, разделявшую людей на две диаметрально противоположные группы: практикующих «естественные» гетеросексуальные и «противоестественные», «патологичные» гомосексуальные отношения. В то время ещё не была принята концепция трёх разновидностей сексуальных ориентаций. Использование шкалы Кинси привело её создателя к выводу:

Мужчины не представляют две дискретные [разрозненные] субпопуляции — гетеросексуальную и гомосексуальную. Мир не делится на агнцев и козлищ. Фундаментальный принцип таксономии состоит в том, что в природе редко наблюдаются дискретные категории. <…> Живая природа представляет собой континуум, включающий каждый и все его аспекты.
Оригинальный текст (англ.)Males do not represent two discrete populations, heterosexual and homosexual. The world is not to be divided into sheep and goats. It is a fundamental of taxonomy that nature rarely deals with discrete categories... The living world is a continuum in each and every one of its aspects.

Получив статистику о значительном числе людей, которые когда-либо вступали в гомосексуальные отношения или испытывали гомосексуальное влечение, Кинси стремился опровергнуть гомосексуальность как «патологическое» свойство личности. Позиция Кинси была антиэссенциалистской. Он отвергал значение биологических факторов и наследственности, подчеркивал роль культуры и социализации в формировании гомосексуальной или гетеросексуальной модели. Кинси полагал, что выбор сексуального партнера определяется традицией, социальными запретами, возможностями и даже соображениями выгоды. Исследовавший исторические и научные проблемы гомосексуальности доктор Френсис Мондимор полагает, что это представление о её истоках, возможно, привело бы Кинси в наши дни в лагерь конструктивистов.

#### Исследования Эвелин Хукер
Наряду с Альфредом Кинси, одним из наиболее известным исследователей гомосексуальности считается Эвелин Хукер. Результаты её исследований были опубликованы в работе «Адаптированность открыто гомосексуальных мужчин» (1957). В этой работе при помощи клинических диагностических тестов Роршаха и ТАТ сравнивались психологические характеристики гетеро- и гомосексуалов. Независимые эксперты не обнаружили разницы в уровне психологической адаптации участников эксперимента и не смогли определить, какие результаты тестов принадлежат гомосексуалам. Эвелин Хукер сделал вывод о необходимости отказа от концепции гомосексуальности как психического заболевания.

#### Отчёт Вольфендена
Одновременно с исследованиями Хукер в США в Великобритании в 1957 году были опубликованы результаты отчёта Вольфендена — исследования, проведенного британским правительством, и носившего официальное название «Отчет комитета по гомосексуальным правонарушениям и проституции». В результате проведённых в 1954 году изучений Комитет установил, что «гомосексуальность не может на основании закона считаться болезнью, так как во многих случаях она является единственным симптомом и соответствует полному психическому здоровью во всех других отношениях».

### Современные концепции
В XX веке осмысление проблем формирования разнообразных индивидуальных свойств личности, в том числе проявления сексуальности в целом и гомосексуальности в частности, проходит через полемику двух фундаментальных подходов — эссенциалистского и конструктивистского. Эта полемика находит отражение в споре между биогенетизмом и социогенетизмом и касается вопроса о биологических и социальных детерминантах.
В настоящее время большинство специалистов не противопоставляют друг другу биологический и социальный факторы влияния, но рассматривают их воздействие на развитие проявлений человеческой индивидуальности совместно. Так, российский психолог Людмила Собчик, говоря о формировании индивидуальных свойств личности в целом, пишет:

Естественно, что любой ортодоксальный взгляд — будь то биологический или социально-исторический подход в чистом виде — выливается в абсурд, но в контексте диалектического единства противоположностей, с учётом важности каждого из них, появляется возможность свести эти полярные точки зрения к целостному пониманию объекта исследования — личности. Впадая же в одну из крайностей, мы неизбежно идём по пути ошибочному.

В отношении сексуальной ориентации полемика между эссенциализмом и конструктивизмом аналогичным образом подразумевает в одном случае — что она определяется исключительно биологическими факторами, в другом случае — что она определяется факторами культурно-социальными. В этом вопросе большинство исследований также более не противопоставляют радикальным образом два подхода друг другу.

#### Эссенциалистский подход
Эссенциализм является философским представлением о неизменных свойствах и качествах. Эссенциалистский подход рассматривает сексуальность в качестве фундаментальной, культурно индифферентной характеристики, не зависящего от социального влияния биологически данного влечения, направляемого импульсами или инстинктами. Сексуальность в этом случае объясняется через соотнесение с некой внутренней сущностью человека, природной основой или универсальной моделью поведения и анализируется через набор бинарных оппозиций вроде естественное/неестественное, скрытое/видимое, базис/надстройка, истинное/ложное, реальность/интерпретация, сущность/проявление и другие.
Всё разнообразие сексуальных практик дифференцируется и некоторые из них определяются как «нормальные» или «здоровые», а другие как «неестественные» или «извращенные». С этой точки зрения любая сексуальность предстает как чрезвычайно мощное, но деструктивное и опасное желание, которое может быть сдержано только формальным социальным контролем и строгими дисциплинарными техниками. Подобный взгляд коренится в иудео-христианской культуре и долгое время поддерживался психиатрией и классической социальной теорией.
Гомосексуальность при эссенциалистском подходе понимается как сущностная противоположность гетеросексуальности — в новейшее время аргументы для такого понимания ищутся не в библейских моральных запретах, а в биологической (генетической) предопределённости того или иного типа сексуального поведения: от природы каждый человек — то или иное, и социокультурные воздействия не способны изменить это положение дел. Парадоксальным образом эссенциализм является основой взглядов как радикальных противников гомосексуальности (настаивающих на изначальной ущербности всех, кому она свойственна), так и её защитников, утверждающих, что за неотчуждаемые, природные свойства человека карать нельзя.

#### Конструктивистский подход
В отличие от эссенциалистского, конструктивистский подход рассматривает проявления сексуальности созданным культурой и обществом конструктом.
Согласно социологу и сексологу Игорю Кону, первая формулировка конструктивизма в сексологии была предложена американскими социологами Джоном Гэньоном и Уильямом Саймоном, создавшими теорию сексуального сценария (Gagnon and Simon, 1973; Gagnon 1990). В этой теории сексуальность опирается на определённые биологические предпосылки, однако детерминирована исторически и культурно. Гэньон и Саймон считают, что эротические предпочтения вытекают из специфических стимулов и значений, предлагаемых культурой. Большинство людей в нашей культуре считают сексуальный контакт с лицом своего пола качественно отличным от контакта с лицом другого пола, категоризируют такое поведение и его носителей как нечто особенное.
Другой похожей теорией является социально-психологическая теория маркирования. Согласно этой теории, гомосексуальность ассоциируется с множеством отрицательных качеств, образующих клеймо, ярлык или стигму по причине того, что гомосексуальные люди рассматриваются обществом в качестве осуждаемого меньшинства. Стигматизация гомосексуалов может иметь разные проявления, но во всех случаях представляет собой угнетение и дискриминацию меньшинства. Стигматизация накладывает отпечаток на психику и самосознание меньшинства, порождая пониженное самоуважение, неврозы и другие психологические проблемы.
Наиболее известным и выдающимся теоретиком социального конструктивизма в вопросах сексуальности стал французский философ Мишель Фуко, создавший трехтомный труд «История сексуальности». В этой работе он показывает, что западная культура пронизана сексуальностью, и стремится обозначить причины разных сексуальных практик и категоризировать их, отыскать «истину секса», а идентичность и даже внутреннюю сущность человека определить через его сексуальную биографию. Фуко обнаруживает, что гомосексуальные отношения в разных культурах и в разные эпохи категоризировалось по-разному: так, в некоторых полисах Древней Греции классического времени определённый тип гомосексуальных отношений (между взрослым мужчиной и подростком) был идеализирован в качестве социальной практики, не менее важной, чем институт брака между мужчиной и женщиной, причем подразумевалось, что один и тот же мужчина может участвовать в обоих типах отношений, — а вопрос о личных эротических предпочтениях человека признавался несущественным.
Современное понимание гомосексуальности как определённой сексуальной ориентации предстает у Фуко продуктом своей эпохи и свойственной этой эпохе картины мира — эпистемы. Выводы, близкие выводам Фуко, получили во второй половине XX века и учёные, изучавшие формы сексуальности у народов, не подвергавшихся влиянию западной цивилизации (прежде всего, у племен Новой Гвинеи): гомо- и гетеро- сексуальное поведение у этих народов значительно отличаются от известных и привычных в Европе.
Идеи Фуко были продолжены в квир-теории, вклад в развитие которой вложила феминистская философия. Главными теоретиками квир теории стали Тереза де Лауретис, Элизабет Гросс и Ив Кософски Сэджвик. Квир-теория позволила усомниться в фиксированных идентичностях. Понятие квира, обозначившее инаковость, подразумевало отказ от категоризации людей по их сексуальным практикам. Квир — это не объективная природная данность, а незафиксированная сексуальная идентичность.

#### Многофакторный подход
В современной науке основная масса исследователей не противопоставляет категоричным образом влияние биологических и социально-культурных факторов на формирование различных проявлений сексуальности. Принято, что каждый из этих факторов оказывает своё влияние на развитие сексуальной ориентации. Американский сексолог Гэри Ф. Келли в учебном издании «Основы современной сексологии» констатирует на 2000 год, что теоретики отдают предпочтение многофакторной модели, в которой учитываются все факторы, способные оказать влияние на формирование сексуальной ориентации: биологические, психологические и социальные (Haumann, 1995). Считается вполне вероятным, что в каждом конкретном случае существует своеобразная комбинация факторов, влияющих на формирование сексуальной ориентации (Berger, Suesmatsu, & Ono, 1994).
Френсис Мондимор по этому поводу пишет:

Сексуальная ориентация следует такому количеству биологических «правил», что гомосексуальность не может считаться исключительно социальным «конструктом». Критические периоды развития, гормональные процессы, различия в структуре и функционировании мозга — все указывает на наличие биологической основы сексуальной ориентации. Но, как показал Кинси, людей нельзя делить на «праведников и грешников». Предпочтение людей своего или противоположного пола или обоих полов может проявляться в различных соотношениях. Уникальные события жизненного опыта взаимодействуют с уникальными биологическими возможностями и формируют уникальную сексуальность личности.

Развитие сексуальных ориентаций рассматривается большинством современных исследователей на основе биологических предпосылок, но как именно эти предпосылки проявятся в жизни конкретного индивидуума зависит от особенностей его личных отношений с окружающим миром, социальной средой. В этой связи, описывая различные исследования происхождения гомосексуальности, Игорь Кон делает следующее обобщение:

Благодаря биомедицинским исследованиям, мы знаем сегодня о причинах и сопутствующих факторах гомосексуальности неизмеримо больше, чем десять или двадцать лет назад. Именно поэтому спор — наследственность или воспитание — ученых больше не волнует…
Один человек может быть исключительно гомо- или гетеросексуалом, у другого существуют лишь более или менее гибкие сексуальные предпочтения. Нет единого, одинакового для всех гомосексуализма, есть многообразные гомосексуальности. Как сказал голландский эндокринолог Луи Гурен, «если бы меня спросили, существует ли биология гомосексуальности, я ответил бы — да. Но это такая биология, которая допускает многообразные выражения сексуальности» (Gooren, 1995, p.245).

#### Происхождение
Первые концепции о происхождении гомосексуальности часто рассматривали детский опыт. Психоаналитические гипотезы фрейдизма предполагают влияние раннего опыта детско-родительских отношений. По мнению Фрейда, гомосексуальность у многих мужчин — это реакция на страх, связанный с эдиповым комплексом. В настоящее время подавляющее большинство исследователей отвергают старые психоаналитические концепции. По данным Американской Психологической ассоциации, исследования не поддержали теории, связывающее развитие гомосексуальности с семейными отношениями. Изучение семейных отношений гомосексуалов в ряде случаев показывают неудовлетворительность отношений с родителями, однако эти отношения не влияют на развитие сексуальной ориентации и являются, по мнению специалистов, не причиной, а следствием проявлений гомосексуальности.
Другим широко распространённым мнением, которое превратилось в стереотип о гомосексуальности, является представление, что гомосексуальность — это результат совращения ребёнка взрослым представителем того же пола. По этому поводу исследователи констатируют, что главным показателем возможной гомосексуальности являются не сексуальные действия, а чувства человека. Гомосексуальные чувства и эротические фантазии, как правило, предшествуют однополым связям. Многие гомосексуалы говорят о своей сексуальной ориентации, что чувствовали себя таким образом всегда. Сексуальные желания по отношению к представителям своего пола и соответствующие фантазии, как правило, возникают ещё до периода полового созревания, зачастую уже в 3-4 года.
Другой, возможно, более убедительный аргумент, исследователи находят в древней истории. В ряде культур мира существовали социально предписанные однополые отношения между взрослыми мужчинами и мальчиками до наступления подросткового возраста. Несмотря на интенсивный гомосексуальный опыт, который предшествовал гетеросексуальным отношениям, большинство этих молодых людей, перейдя во взрослый возраст, демонстрировали гетеросексуальность, вступали в браки и производили потомство. Исследователи рассматривают этот факт как историческое подтверждение того, что ранний сексуальный опыт не оказывает решающего влияния на сексуальную ориентацию в дальнейшем.
Поскольку ни одна из концепций, посвящённых влиянию детского опыта, не предоставили ответов на вопрос о детерминантах сексуальной ориентации, исследователи обратились к изучению возможностей влияния биологических факторов. В этой области был получен ряд предварительных результатов, не дающих пока что исчерпывающего ответа. Свою позицию по поводу факторов, формирующих сексуальные ориентации, заявил ряд профессиональных ассоциаций специалистов.
Американская психологическая ассоциация, Американская психиатрическая ассоциация, Национальная Ассоциация Социальных Работников в 2006 году заявили:

В настоящее время не существует научного консенсуса в отношении специфических факторов, которые являются причиной становления индивидуумов гетеросексуальными, гомосексуальными или бисексуальными, включая возможные биологические, психологические или социальные факторы сексуальной ориентации родителей. Однако, имеются свидетельства, указывающие, что подавляющее большинство взрослых лесбиянок и геев были воспитаны гетеросексуальными родителями, и подавляющее большинство детей, воспитанных родителями геями и лесбиянками, вырастая являются гетеросексуальными.Оригинальный текст (англ.)Currently, there is no scientific consensus about the specific factors that cause an individual to become heterosexual, homosexual, or bisexual—including possible biological, psychological, or social effects of the parents’ sexual orientation. However, the available evidence indicates that the vast majority of lesbian and gay adults were raised by heterosexual parents and the vast majority of children raised by lesbian and gay parents eventually grow up to be heterosexual.
Королевская психиатрическая коллегия (главная профессиональная ассоциация психиатров Великобритании) заявила в 2007 году:

Несмотря на почти вековые психоаналитические и психологические спекуляции, не существует никаких независимых свидетельств, подтверждающих предположения, что характер воспитания или ранний детский опыт играют какую-либо роль в формировании фундаментальной личностной гетеросексуальной или гомосексуальной ориентации. Представляется, что сексуальная ориентация имеет биологическую природу, предопределённую сложным взаимодействием генетических факторов и ранней внутриутробной среды. Сексуальная ориентация, следовательно, не выбирается.Оригинальный текст (англ.)Despite almost a century of psychoanalytic and psychological speculation, there is no substantive evidence to support the suggestion that the nature of parenting or early childhood experiences play any role in the formation of a person’s fundamental heterosexual or homosexual orientation. It would appear that sexual orientation is biological in nature, determined by a complex interplay of genetic factors and the early uterine environment. Sexual orientation is therefore not a choice.
Американская Академия Педиатрии заявила в 2004 году:

Сексуальная ориентация, по всей вероятности, определяется не каким-либо единственным фактором, а комбинацией генетических, гормональных и средовых влияний.
В последние десятилетия теории на основе биологии получили одобрение специалистов. Согласно данным обзора исследований, ни одна теория о происхождении сексуальной ориентации не получила полной поддержки, но теории о несоциальном происхождении сексуальной ориентации подтверждаются большим количеством доказательств, чем теории о социальном происхождении ориентации. Американская Академия Педиатрии излагает следующие гипотезы о возможных биологических причинах гомосексуальности. Высокая частота встречаемости гомосексуальности среди монозиготных близнецов и выделение кластеров гомосексуальности в семейной генеалогии поддерживают биологические модели. Есть некоторые данные, что пренатальное воздействие мужского полового гормона андрогена оказывает влияние на развитие сексуальной ориентации, но постнатальная концентрация половых стероидов не зависит от сексуальной ориентации. Сообщалось о связи у мужчин между гомосексуальной ориентацией и повторяющимся участком в X-хромосоме. Некоторые исследования выявляют нейроанатомические различия у гомосексуальных и гетеросексуальных лиц в сексуально диморфных отделах мозга. Хотя продолжаются споры относительно происхождения разнообразия сексуальных ориентаций человека, не существует научных свидетельств, что неправильное воспитание, сексуальное совращение или другие неблагоприятные жизненные события оказывают влияние на сексуальную ориентацию.
Американская Психологическая Ассоциация также утверждает, что «по всей вероятности, существует множество причин сексуальной ориентации человека, и что причины могут быть различны для различных людей».
Директор Нидерландского института головного мозга, нейробиолог Дик Свааб считает, что наличие или отсутствие гомосексуальности заложено в человеке ещё до его рождения.

#### Неизменность и плавность развития ориентации
По поводу ответа на вопрос о характере развития сексуальной ориентации не существует однозначного ответа. По утверждению Американской Академии Педиатрии, ссылающейся на ряд исследований, «современное знание предполагает, что сексуальная ориентация, как правило, устанавливается в период раннего детства». Американская Психологическая Ассоциация также утверждает, что сексуальная ориентация большинства людей определяется в раннем возрасте.
Некоторые учёные оспаривают аргумент о врожденности и неизменности сексуальной ориентации. В частности, против этого утверждения выступила главный исследователь американской психологической ассоциации Лиза Даймонд. Дик Свааб описывает случаи, когда при опухоли или болезнях мозга у взрослых людей наблюдалось смещение гетеросексуальной ориентации в сторону гомосексуальной.
Американская психиатрическая ассоциация заявила: «Некоторые считают, что сексуальная ориентация является врождённой и неизменной; однако, сексуальная ориентация развивается на протяжении всей жизни личности». В совместном заявлении с другими крупными медицинскими организациями Американская психиатрическая ассоциация утверждает, что «различные люди осознают в разные моменты их жизни, что они гетеросексуалы, геи, лесбиянки или бисексуалы». Доклад канадского медицинского Центра зависимости и психического здоровья сообщает: «Для некоторых людей сексуальная ориентация постоянна и неизменна на протяжении их жизни. Для других сексуальная ориентация может быть плавно развивающейся и изменяющейся в течение времени».

### Психиатрия и психология

#### Деклассификация
Взгляды медицинского сообщества на гомосексуальность эволюционировали с течением времени: от работ Сорана Эфесского, который относил гомосексуальность к числу психических патологий, до современного спектра позиций, в котором преобладают непатологические дефиниции явления.
Процесс официальной депатологизации гомосексуальности начался в США. Внимание общественности к проблеме было привлечено исследованиями Альфреда Кинси. Его работа «Половое поведение самца человека», опубликованная в 1948 году, показала масштабы проблемы и вызвала целый ряд других исследований. Наиболее известным из них и оказавшим значительное влияние на депатолизацию гомосексуальности была работа Эвелин Хукер (1957). Исследования Эвелин Хукер были многократно повторены с получением идентичных результатов (не только в США, но и в других странах) с использованием других методик. Например, Фридман (Freedman, 1971) исследовал женщин, в то время как Хукер — мужчин: результаты и выводы совпали.
Сопоставляя всё новые и новые эмпирические данные и меняющиеся культурные взгляды на однополое влечение, многие психиатры и психологи радикально изменили прежнее мнение о патологичности гомосексуальности, начиная с 1970-х годов. Так, Джон С. Гонсиорек, рассмотрев опубликованные ранее исследования, констатирует: «гомосексуальность сама по себе не имеет отношения к психологическому расстройству или социальной дезадаптации. Гомосексуалы как группа не проявляют большого психологического расстройства по поводу своей гомосексуальности» (Gonsiorek, 1982, p. 74).
Социальным контекстом, на фоне которого происходил научный пересмотр, было развитие феминистского и гей-движений, начиная с середины 1960-х годов. Феминистское движение опровергало концепцию традиционных гендерных отношений и ролей. Одновременно и под влиянием этих идей началось оформление гей-движения, в идеологии которого гомосексуальность рассматривалась альтернативным гетеросексуальному стилем жизни. Ранее большинство политически активных гомосексуалов поддерживали квалификацию гомосексуальности в качестве психического расстройства, поскольку представление о гомосексуальности как заболевании смягчало отношение общественности к гомосексуалам и говорило в пользу отмены уголовного преследования. Однако появившиеся социальные, философские и научные идеи побудили гей-активистов требовать признания гомосексуальности в качестве медицинский нормы.
Роберт Спитцер, член комитета Американской психиатрической ассоциации (АПА) по номенклатуре, предложил пересмотреть определение психического расстройства исходя из двух критериев: во-первых, из самого понятия расстройства вытекает, что при расстройстве человек испытывает страдание, во-вторых, при психическом расстройстве нарушается социальная адаптация. В 1973 году правление Американской психиатрической ассоциации в соответствии с этими критериями проголосовало за исключение гомосексуальности как недифференциированного диагноза из второй версии списка психических расстройств Diagnostic and Statistical Manual of Mental Disorders (DSM-II). Решение было подтверждено в 1974 году голосованием всех членов ассоциации: за исключение проголосовало 58 %. Незамедлительно вслед за этим Американская психологическая ассоциация поддержала решение психиатров и с тех пор ведёт активную деятельность по искоренению исторической стигматизации гомосексуалов в обществе.
Впоследствии для третьего издания DSM в 1980 году был введен диагноз эгодистонической гомосексуальности, при которой больной испытывает стресс вследствие своей гомосексуальной ориентации. Она характеризовалась как: 1) систематическое отсутствие гетеросексуального возбуждения, которое пациент ощущает как мешающее совершить половой акт или продолжать гетеросексуальные отношения, и 2) систематическое беспокойство из-за продолжительного возникновения нежелательного гомосексуального возбуждения. Однако эта новая диагностическая категория подверглась критике среди специалистов в США, и в 1986 году диагноз был полностью удален из DSM.
В Международной классификации болезней Всемирной организации здравоохранения (ВОЗ) до её 9 редакции включительно гомосексуальность классифицировалась как заболевание (302.0), относившееся к группе психосексуальных расстройств (psychosexual disorders) (302). После анализа научной литературы ВОЗ признала гомосексуальность одной из нормальных форм сексуальности человека, 17 мая 1990 года исключив её из 10 пересмотра Международной классификации болезней (класс V). Диагноз эгодистонической половой ориентации в МКБ-10 сохранился, охарактеризовываясь как желание пациента изменить свою сексуальную ориентацию в силу дополнительных имеющихся психологических и поведенческих расстройств. Психическим расстройством в современной классификации признаётся не гомосексуальность, а связанный с нею у нездоровых гомосексуалов существенный психический дискомфорт, вследствие которого может возникать стремление её изменения. В 2014 году в журнале Bulletin of the World Health Organization были опубликованы рекомендации Рабочей Группы ВОЗ, предлагающие полностью исключить все категории болезней, связанные с сексуальной ориентацией, из новой версии МКБ (МКБ-11). Как говорится на официальном сайте ВОЗ, принятие МКБ-11 ожидается в 2022 году.
Из китайской классификации психических расстройств гомосексуальность была исключена в 2001 году.
Профессиональный консенсус, отражённый в официальных позициях таких международных научных организаций как Всемирная медицинская ассоциация (ВМА), Всемирная психиатрическая ассоциация (ВПА), Всемирная ассоциация сексуального здоровья (WAS) и Пан-Американская организация здравоохранения (ПАОЗ), состоит в том, что гомосексуальность как сексуальная ориентация, а также гомосексуальное влечение и поведение являются одной из нормальных форм сексуальности человека и потому не требуют никакой коррекции.
Соответствующее официальное заявление Всемирной ассоциации сексуального здоровья было принято в 2011 году. Официальное заявление ПАОЗ было принято в 2012 году. Официальное заявление Всемирной медицинской ассоциации (ВМА) было принято на её 64-й генеральной ассамблее в 2013 году. Детальный анализ официальной позиции ВМА приведён в обзоре, опубликованном в 2015 году в журнале International Review of Psychiatry. Официальное заявление Всемирной психиатрической организации (ВПА) было принято в марте 2016 года. Обсуждение официальной позиции ВПА приведёно в обзоре, опубликованном в 2016 году в журнале Psychology of Sexualities Review.
К настоящему времени в Западном мире существует консенсус специалистов в области медицины и психиатрии о том, что гомосексуальность является нормальной и позитивной разновидностью сексуальных ориентаций человека. Существует большое число научных данных, свидетельствующих о том, что являться геем, лесбиянкой или бисексуалом совместимо с нормальным психическим здоровьем и социальной адаптацией.
В то же время, рядом современных клинических сексологов Украины и России (Г. С. Васильченко, А. М. Свядощ, В. В. Кришталь, С. С. Либих, а также И. Я. Гурович и В. Н. Краснов в клиническом руководстве «Модели диагностики и лечения психических и поведенческих расстройств») гомосексуальность в недавнем прошлом или в настоящее время рассматривается как отклонение от нормы.
Президент Независимой психиатрической ассоциации России Юрий Савенко и вице-президент Независимой психиатрической ассоциации России Алексей Перехов в феврале 2014 года охарактеризовали мнение российских психиатров, считающих гомосексуальность отклонением от нормы, как советскую ментальность.
По мнению историка медицины Эдварда Шортера, изложенном в его «Историческом словаре психиатрии», если в некоторых областях науки, таких как генетика шизофрении, психиатрия стремилась быть максимально научной, то в некоторых других областях, особенно в случае гомосексуальности, дисциплина во многом была подвержена политическому и культурному влиянию и следовала конъюнктуре. В XIX веке гомосексуальность стала «предметом медицинского осуждения», с конца столетия в психиатрии закрепилось рассмотрение её как болезни. В середине XX века в ранних версиях DSM она без обсуждений была признана девиацией, в 1970-х же годах в ходе депатологизации гомосексуальности АПА подверглась давлению со стороны гей-активистов.
Сексолог Игорь Кон отмечает:

С подачи американских фундаменталистов, депатологизацию гомосексуальности иногда изображают изолированным актом, продиктованным политическими мотивами и давлением гомосексуального лобби. На самом деле ультраправое лобби в США всегда было значительно сильнее гомосексуального (особенно сейчас [в 2003 году]). За отменой диагноза стоят не только и не столько политические соображения, сколько глубокие изменения в понимании природы сексуальности, сексуального здоровья и самой философии медицины.

#### Попытки смены сексуальной ориентации
Большинством специалистов гомосексуальность в настоящее время не рассматривается в качестве заболевания, и существует консенсус о том, что она не требует какого-либо лечения. Лишь немногие специалисты, например, члены NARTH, а также различные религиозно-фундаменталистские группы «Экс-гей-движения» предпринимают попытки «лечения» гомосексуалов путём изменения их сексуальной ориентации.
Официальная российская медицина принимает международную классификацию заболеваний МКБ-10, которая не рассматривает гомосексуальность в качестве патологии.
Американская психологическая ассоциация говорит, что «большинство людей практически не испытывают чувства выбора в отношении своей сексуальной ориентации».
Некоторые учёные, которые, как Чарльз Сокарайдес и другие члены NARTH, выступают за признание гомосексуальности ненормальной и говорят о необходимости её «коррекции» (добровольной и по желанию самого человека), связаны с консервативными религиозными политическими движениями, которые поддерживают стигматизацию гомосексуальности по политическим или религиозным мотивам. Это вызывает у их коллег из Американской психиатрической ассоциации (APA) сомнения в их научной добросовестности, в корректности проводимых ими исследований, в том, что эти учёные не смешивают научную истину с политической целесообразностью или с личными религиозными и моральными установками. В ряде случаев эти сомнения удалось не только подтвердить, но и доказать наличие научной некорректности и даже прямых подтасовок в исследованиях Сокарайдеса. Были установлены также факты причинения непоправимого вреда пациентам, подвергавшимся «коррекции сексуальной ориентации». Всё это вместе привело к лишению ряда учёных, практиковавших «коррекцию сексуальной ориентации», дипломов и врачебных лицензий, учёных степеней и званий, исключению из APA и в ряде случаев к судебным процессам против них.
Американская психологическая ассоциация и Королевская коллегия психиатров Великобритании выразили обеспокоенность тем, что позиция NARTH не подтверждена научно и создаёт климат, в котором могут процветать предвзятое отношение и дискриминация гомосексуальных людей. В Германии по итогам профессионального консенсуса попытки лечения гомосексуальности были осуждены Федеральным правительством и квалифицированы как «псевдонаучные».
Ряд профессиональных ассоциаций выступили с заявлениями против попытки смены сексуальной ориентации, и сделали официальные заявления, предостерегающие практикующих специалистов и общественность от обращения к лечению с целью изменения сексуальной ориентации. Такие международные научные организации, как Всемирная Медицинская Ассоциация, Всемирная Психиатрическая Ассоциация (членами которой являются, в частности, Российское Общество Психиатров и Независимая Психиатрическая Ассоциация России), Общество Подросткового Здоровья и Медицины, и Пан-Американская Организация Здравоохранения (являющаяся Региональным Офисом Всемирной Организации Здравоохранения), делают вывод о том, что так называемая конверсионная (репаративная) терапия является опасной для здоровья, неэтичной, неэффективной и не основанной на научных данных. Другие ассоциации, в частности, включают в себя: Американскую психиатрическую ассоциацию, Американскую психологическую ассоциацию, Национальную ассоциацию социальных работников, Американскую ассоциацию консультантов и очень многие другие профессиональные объединения США, Королевскую коллегию психиатров Великобритании, Австралийское психологическое общество, Федеральный совет психологов Бразилии.
По данным обзора исследований, 12 исследований на эту тему нашли репаративную терапию неэффективной, и лишь одно исследование, проведённое главой NARTH Джозефом Николози, доказало обратное. Причём его исследование было опубликовано в журнале Psychological Reports. Этот журнал берёт с учёных плату за публикацию исследований, чего не позволяют себе уважаемые научные журналы, а также имеет крайне низкий импакт-фактор. В систематическом обзоре исследование также критиковалось за использование ретроспективных самоотчётов и нерандомизированную выборку, набранную из служений экс-геев и NARTH и состоящую преимущественно из белых религиозных мужчин.
В 2020 году был проведён систематический обзор на тему эффективности и безопасности ПИСО. Исследования, посвященные этому вопросу, страдали от методологических ограничений: отсутствия контрольной группы, предвзятости отбора участников, ретроспективного дизайна, высокой религиозности и потенциальной предвзятости испытуемых, отсутствия гендерного и этнического разнообразия в выборках. Был сделан вывод, что доказательства эффективности ПИСО неубедительны.
Во многих исследованиях сообщалось о негативных последствиях попыток изменения сексуальной ориентации: депрессии, попытках суицида, снижении самооценки и росте ненависти к себе. Некоторые гомосексуалы создавали гетеросексуальные семьи, но их отношения не могли функционировать нормально. Верующие испытали разочарование в вере и Боге. Гомосексуалы, подвергнутые аверсивной терапии, сообщили о снижении сексуального влечения к партнёрам любого пола. Испытуемые также сообщали об укоренении интернализованной гомофобии и стереотипов о сексуальной ориентации. С другой стороны, некоторые участники ПИСО сообщали о положительных последствиях терапии, единстве с другими экс-геями, появлении надежды на изменения. Некоторые получили возможность обсудить свои чувства по поводу их сексуальной ориентации с другими, другие сообщили об улучшении самопринятия и понимания себя. Религиозные ЛГБТ сообщали о росте близости с Богом. Несмотря на это, многие положительные результаты, о которых сообщают участники ПИСО, могут быть достигнуты и с помощью более безопасной гей-аффирмативной терапии, которая направлена на принятие человеком его сексуальной ориентации.
В 2021 году вышла резолюция АПА, где была отмечена нехватка научных доказательств работоспособности ПИСО. Целый ряд методологических недостатков делает отчёты об успешном изменении ориентации недействительными. Репаративные терапевты искажали чужие теории (например, теорию о флюидности сексуальной ориентации Лизы Даймонд), их результаты не были воспроизведены в надёжных исследованиях, некоторые их работы были отозваны. Кроме того, репаративная терапия может вести к таким последствиям, как:
- Суицидальное поведение и депрессивные симптомы
- Проблемы с психическим здоровьем и неудовлетворённость жизнью
- Диссоциация и эмоциональная бесчувственность
- Незащищённый анальный секс
- Дезориентация и замешательство
- Злоупотребление психоактивными веществами
- Чувство внутренней разобщённости
- Чувства гнева и горя из-за напрасной траты времени и денег[186].

В исследовании южнокорейских ЛГБ из Южной Кореи был сделан вывод, что попытки изменения сексуальной ориентации повышают распространённость суицидальных мыслей и попыток самоубийства в 1,44 и 2,35 раза. Более того, автор исследования пришла к выводу, что репаративная терапия может быть одной из разновидностей стресса меньшинств:
Попытки изменения сексуальной ориентации могут выступать в качестве стрессора для меньшинств, поскольку ЛГБТ подвергаются уникальному стрессу из-за того, как общество, институты и отдельные люди реагируют на их сексуальную ориентацию, что способствует негативным механизмам копинга и негативным последствиям для физического и психического здоровья.
Позиция официальной российской медицины в отношении смены сексуальной ориентации была констатирована академиком, доктором медицинских наук, профессором Т. Б. Дмитриевой, и эта позиция идентична заявлениям зарубежных профессиональных ассоциаций:

«Потенциальная опасность так называемой „восстановительной терапии“ велика — возможны осложнения в виде депрессии, беспокойства и саморазрушительного поведения […] Современная официальная российская психиатрия выступает против любого психиатрического лечения, как „конверсионной“, так и „восстановительной“ терапии, основанного на предпосылке, что гомосексуальность сама по себе является психической болезнью, или на предпосылке что пациент должен желать изменить свою сексуальную ориентацию. Что же касается практики, то не известно ни одного случая, чтобы психиатрическое или медикаментозное лечение в этой области имело положительный результат. Сексуальные, чувственные, эмоциональные переживания человека искусственно неизменяемы».
Хотя подавляющее большинство ученых согласны с тем, что гомосексуальность не является болезнью или парафилией, он все ещё, часто воспринимаемый религиозно-ориентированными группами как ненормальный или болезненный, и «лечение» считается значимым и возможным; «Терапия» обсуждается и также пробуется. Упоминание особенно весьма спорное, в результате чего в области евангельских христиан в США экс-гей-движении, распространяющуюся так называемые терапии преобразования «разворот» гомосексуала в гетеросексуала. Эти методы лечения практически единодушно отвергаются медицинским, психологическим и психиатрическим сообществом и считаются потенциально вредными. В штате Калифорния такие методы лечения запрещены законом с сентября 2012 года из-за их потенциального вреда.
В нескольких исследованиях на различных выборках негетеросексуальных людей, пытавшихся изменить ориентацию, было обнаружено, что негетеросексуалы, совершившие такие попытки, чаще сообщали об одиночестве, наркозависимости, попытках суицида, депрессии и проблемах с психическим здоровьем. Это позволяет как минимум сделать вывод о возможном вреде терапии для тех, кому она не помогла изменить ориентацию. Кросс-секционный дизайн данных исследований ограничивает достоверность выводов о направлении причинно-следственных связей, но, судя по всему, маловероятно, что неблагоприятные психосоциальные факторы предшествовали прохождению терапии, ведь стремление к изменению ориентации обычно связано с внешними, а не внутренними факторами.
В последнее время репаративная терапия получила широкую популярность среди крупных консервативных религиозных групп, особенно в США, как способ противостояния движению за права сексуальных меньшинств. Многие из подобных групп воспринимают репаративную терапию как более мягкий способ выразить своё неприятие гомосексуальности. Также репаративная терапия используется этими группами для влияния на общественное мнение и убеждения представителей законодательных органов в недопустимости «поддержки равных прав, гражданских партнёрств и принятия законов в области преступлений на почве ненависти». АПА в своей резолюции отмечает, что репаративная терапия тесно связана со стигматизацией ЛГБТ. Поддержка репаративной терапии со стороны профессионалов ухудшает положение ЛГБТ, оправдывает дискриминацию и делает ЛГБТ более уязвимыми к нарушению прав человека. В странах с наибольшей нетерпимостью к ЛГБТ и наименьшим доступом к достоверным знаниям о сексуальной ориентации репаративные «терапевты» чувствуют себя особенно свободно и увеличивают проблемы ЛГБТ. Более того, усилия американских репаративных терапевтов в зарубежных странах привели к ужесточению местных законов против ЛГБТ.

### Биологические концепции
Многие представители естественных наук полагают, что гомосексуальность — биологическая особенность организма (например, Симон ЛеВэй(англ. Simon LeVay), Гленн Уилсон и Кази Рахман, Гарсиа-Фальгерас и Дик Свааб (англ. Dick Swaab)), определяемая генетическими или иными врождёнными факторами.
Биологические исследования гомосексуальности ведутся по следующим основным направлениям: изучение гомосексуальных проявлений у животных и поиск генетических и гормональных характеристик, отличающих людей гомосексуальной и гетеросексуальной ориентации. Ряд научных журналов публикуют биологические исследования гомосексуальности, в частности, специализированный журнал Journal of Homosexuality. В настоящее время гомосексуалы участвуют в научных исследованиях, целью которых является как изучение биологических и психологических причин гомосексуальности, так и социологические аспекты.
На русском языке информацию об изучении гомосексуальности можно найти, например, в изданиях: Келли Г. «Основы современной сексологии», Генри Глейтман и др. «Основы психологии», Г. Б. Дерягин «Гомосексуализм. Бисексуальность», различных публикациях И. С. Кона, в частности, в книге «Лунный свет на заре. Лики и маски однополой любви» и в других изданиях. Исследования и их результаты кратко представлены ниже.

#### Генетические исследования
Особенности генетики гомосексуалов пока изучены мало. Поиски гена или генов гомосексуальности ведутся учёными начиная с 1980-х годов.
У мух-дрозофил показано влияние некоторых генов на половое поведение. В частности, для самцов, гомозиготных по мутантному гену fru (fruitless) характерно гомосексуальное поведение (они не ухаживают за самками, ухаживают только за самцами и стимулируют других самцов ухаживать за собой). Ген fru экспрессируется в определённых участках головного мозга мухи-дрозофилы. Самки, мутантные по гену Les (Lesbian) ухаживают за другими самками. Мутантные варианты генов Viola и sluggish вызывают бисексуальное поведение у самцов дрозофил.
Как и во многих других исследованиях, пытающихся отличить врождённые признаки от приобретённых, важный материал был получен из анализа родственников и, в особенности, однояйцевых близнецов. Было показано частое наличие у гомосексуальных мужчин нескольких старших братьев, а также отмечалось проявление гомосексуальности у обоих однояйцевых близнецов даже в тех случаях, когда они воспитывались раздельно.
По результатам исследований, если однояйцовый близнец мужчины гомосексуален, то вероятность того, что и он сам будет склонен к гомосексуальности, составляет 52 %; если близнецы двуяйцовые, то вероятность составляет 22 %. Аналогичные данные получены и в отношении женщин: вероятность того, что женщина станет лесбиянкой, как и её однояйцовая сестра, равна 48 %; если женщины являются двуяйцовыми близнецами, то вероятность составляет 16 %. Чем выше идентичность генетического материала, тем больше вероятность того, что сексуальная ориентация будет одинаковой. Это означает, что склонность к гомосексуальности заключается в генотипе.

#### «Гей-ген»
Несмотря на многочисленные попытки, «гей-ген» не был идентифицирован. Тем не менее, существуют серьёзные доказательства генетической основы гомосексуальности, особенно у мужчин, на основе исследований близнецов; некоторая связь с областями хромосомы 8, локусом Xq28 на Х-хромосоме и другими участками во многих хромосомах.
Начиная с 2010-х годов потенциальные эпигенетические факторы стали предметом повышенного внимания в генетических исследованиях сексуальной ориентации. Исследование, представленное на ежегодном собрании ASHG 2015, показало очень тесную связь паттерна метилирования в девяти регионах генома с сексуальной ориентацией, результатом чего стал алгоритм с использованием паттерна метилирования для прогнозирования сексуальной ориентации контрольной группы с точностью почти 70 %.
Исследование причин гомосексуальности играет роль в политических и социальных дебатах, а также вызывает обеспокоенность по поводу генетического профилирования и предродового тестирования.

#### Исследования гормональной системы
В ряде исследований проверялась гипотеза о влиянии на сексуальную ориентацию мужчин уровня содержания андрогенов. Предполагалось, что гомосексуальная ориентация мужчин связана с пониженным уровнем содержания андрогенов в крови. Эта гипотеза в настоящее время представляется исследователям неубедительной. Одни авторы сообщали о наличии разницы уровня андрогенов гомосексуалов и гетеросексуалов, но другие авторы никакой разницы не находили. Кроме того, исследования показали, что введение андрогенов гомосексуальным мужчинам не изменяет их сексуальную ориентацию: сексуальное желания у испытуемых увеличивалось, но оно по-прежнему было направлено на людей их пола.
Более убедительной представляется исследователям гипотеза о пренатальном влиянии на формирование сексуальной ориентации плода уровня гормонов в крови матери. Согласно этой гипотезе, некоторые нейронные области вокруг гипоталамуса подвергаются дифференциации между 2-м и 5-м месяцами внутриутробного развития, и эта дифференциация зависит от уровня половых гормонов в крови. Если гормональный фон нарушен, развитие этой части мозга будет проходить атипично: у эмбриона мужского пола будет развиваться нетипично «мужская» структура, у эмбриона женского пола — нетипично «женская». Причиной нарушения гормонального уровня в крови матери может быть стресс или различные генетические эффекты. Один из возможных вариантов — избыточное влияние тестостерона на зародыш женского пола. Среди возможных последствий этого называют «мальчишеское» поведение у девочек и развитие гомосексуальной ориентации у женщин.

#### Исследования мозга
Так как проявления гомосексуальности, как и сексуальности вообще, управляются нервной системой, внимание широкого круга исследователей мозга привлечено к этому вопросу. Многие нейробиологи выявили различия в структуре мозга гомосексуальных и гетеросексуальных индивидов. Так, было обнаружено, что область заднего гипоталамуса, ответственная за половое поведение у животных, у гомосексуальных мужчин в два раза меньше, чем у гетеросексуальных, и близка по объёму данной структуры гетеросексуальных женщин. Причины этих различий пока неизвестны. Также пока неизвестно, какую роль играет эта структура в формировании сексуальной ориентации.
В. В. Беляева, А. В. Семенович и М. М. Адигамов делают предположение, что у гомосексуалов имеется дисфункция, близкая по клинической картине к дефициту правого полушария. По их данным, у гомосексуалов наблюдаются недостаточность двигательных и тактильных функций левой руки, сужение объёма восприятия и ухудшение выполнения заданий, связанных с отрицательными эмоциями. Также они утверждают, что гомосексуалы хуже гетеросексуалов выполняют пространственные задания и тесты на прицеливание, что также может свидетельствовать у них об особенностях латерализации церебральных функций. Другие исследования, проведённые в США, наоборот, показывают, что гомосексуалы превосходят гетеросексуалов в усвоении некоторых академических дисциплин.

#### Эволюционные концепции
Существует целый ряд эволюционных концепций гомосексуальности. В рамках данных концепций склонность к гомосексуальному поведению имеет под собой генетическую базу и проявляется у разных индивидов в различной степени. В общих чертах, адаптивная функция однополых сексуальных контактов заключается в том, что они уменьшают внутригрупповую напряженность, сексуальное соперничество и соперничество из-за средств к существованию, способствуют сплочённости группы, обеспечивают прочные альянсы между мужчинами, повышая вероятность выживания. Этот процесс связывают, в частности, с биологическим механизмом феминизации мозга самцов, в результате которого снижаются маскулинные свойства и возрастают феминные. Гомосексуальность оказывается побочным результатом необходимости выживания в природных условиях не только индивидов, но и целой популяции.
Помимо вышесказанного, играет роль ещё и следующее. При достаточной численности популяции на первый план выходит качество ухода за потомством, и гомосексуальность выступает здесь как инструмент эволюции по контролю за численностью популяции. При бесконтрольном росте популяции рано или поздно у вида возникает проблема недостатка пищи и места для обитания. Более того могут быть вытеснены другие виды животных с похожими потребностями, а главное — есть риск полного уничтожения видов, которые являются пищей для первых. Нерепродуктивное поведение гомосексуальных особей оказывается социально-альтруистическим, способствуя выживанию популяции как целого. Сами не производя потомства, они участвуют в добывании средств существования для своей стаи, защите её территории, вынянчивании чужих детенышей. Согласно данным концепциям, популяция объективно нуждается в гомосексуальных особях.
Кроме того, согласно гипотезе антагонистического отбора, может существовать (скорее всего, на X-хромосоме) некий ген, который может увеличивать вероятность гомосексуальности у мужчин, но при этом увеличивать плодовитость у женщин, таким образом компенсируя уменьшение репродуктивного успеха гомосексуалов. Исследования в западных популяциях демонстрируют повышенную плодовитость родственниц гомосексуалов по женской линии, но из-за низкого уровня рождаемости в этих популяциях они не дают полного понимания работоспособности этой гипотезы во времена первобытных людей. Кроме того, репродуктивные издержки гомосексуальности довольно велики, так что неясно, в какой степени полученное женщинами репродуктивное преимущество может их компенсировать.

#### Гипотеза об иммунном нарушении внутриутробного развития
Согласно одной из гипотез, причина мужской гомосексуальности — в том, что организм матери вырабатывает антитела к HY-антигену, локализующемуся в мужской Y-хромосоме. С каждой последующей беременностью количество этих антител увеличивается, что может оказывать существенное влияние на развитие центральной нервной системы плода мужского пола. Гипотеза обосновывается тем, что мужчины, имеющие старших братьев, чаще оказываются гомосексуалами. Тем не менее, достаточное количество гомосексуалов родилось и от первых беременностей, при которых HY-антигенов в организме матери быть не может.

#### Гипотеза патогенного происхождения гомосексуальности
Это гипотеза, которая утверждает, что гомосексуальность развивается патогенным путём и, скорее всего, является вирусной инфекцией. Грегори Кохран заявляет, что теории, объясняющие нарколепсию как аутоиммунное расстройство, вызванное вирусом, открывают механизм выборочного поражения мозга вирусом и делают патогенную теорию гомосексуальности правдоподобной.

## Гомосексуальное поведение у животных

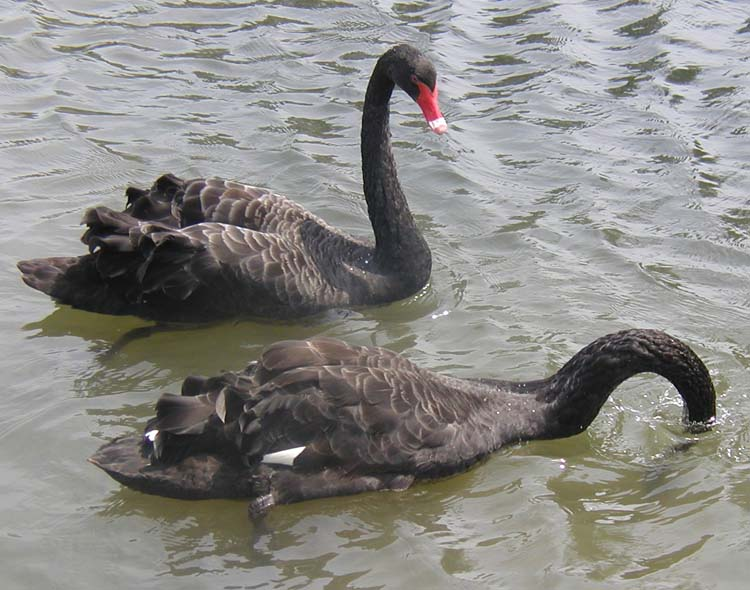
Австралийские чёрные лебеди

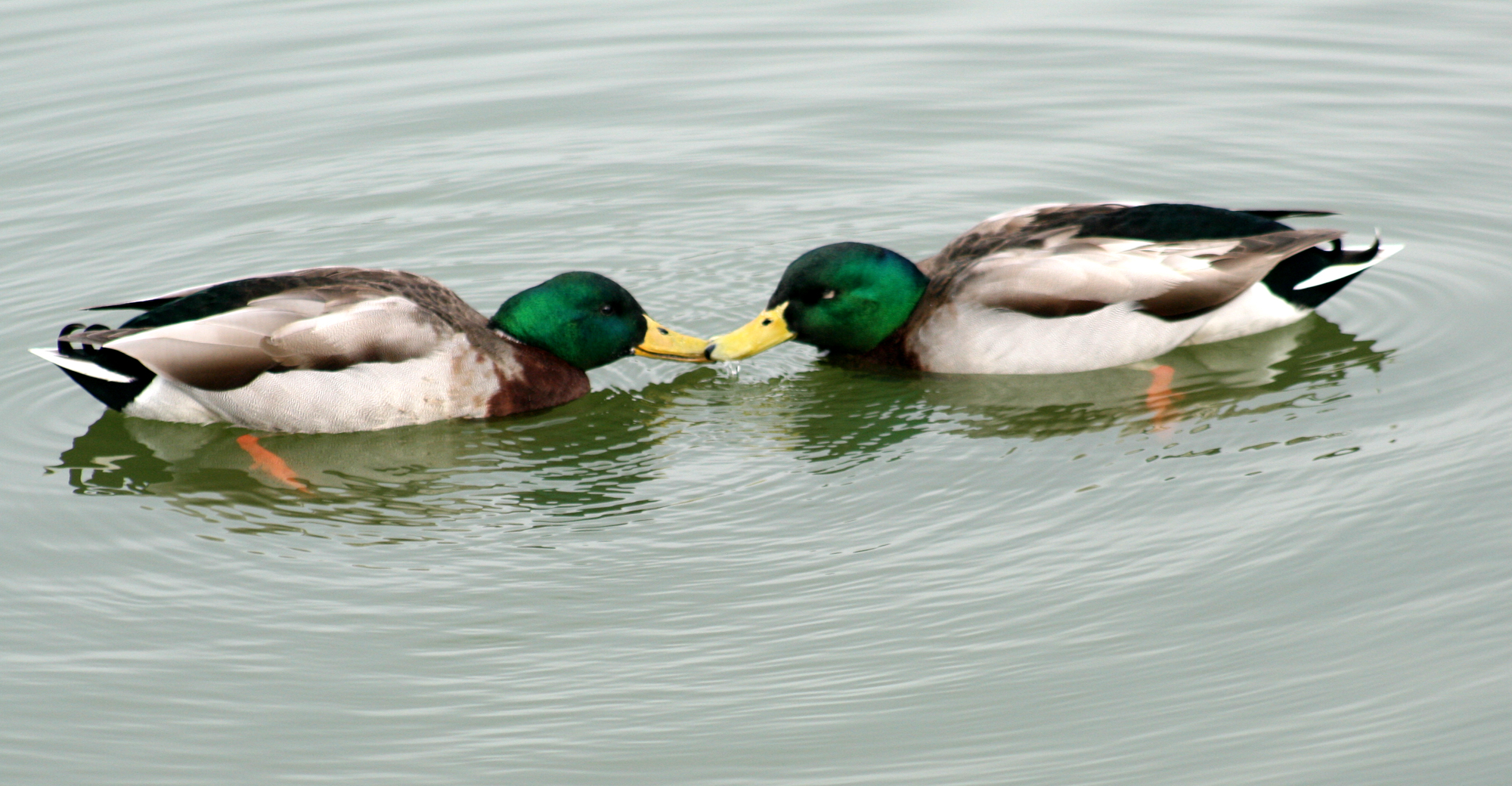
Пара самцов утки

Гомосексуальное и бисексуальное поведения встречаются в животном мире. Обзор исследователя Брюса Бэйджмила показал, что гомосексуальное поведение документировано у примерно 500 видов, в диапазоне от колючеголовых червей до приматов. Согласно Бэйджмилу, «животный мир [делает] это с намного большим сексуальным разнообразием — включая гомосексуальность, бисексуальность и нерепродуктивный секс — чем научное сообщество и общество в целом ранее хотели признавать», «не всё сексуальное поведение животных вращается вокруг размножения и произведения потомства». Более новый обзор существующих исследований 2009 года констатирует, что однополые взаимодействия являются распространённым явлением в мире животных, обычным во многих видах от червей до лягушек и птиц.
Подобные однополые взаимодействия у высших животных включает в себя: секс, ухаживание, привязанность (как форма любви, ласковое поведение, нежность), супружеские (моногамные) связи и совместную заботу о детёнышах. Так, случай гомосексуального предпочтения партнёров был описан в популяции специально выращенных без доступа к самкам баранов в западной части США (штат Айдахо) в 2007 г. В этой популяции около 8 % баранов демонстрировали низкую или нулевую реакцию на самок, при этом они не являются асексуальными и проявляют активное брачное поведение по отношению к другим самцам, даже если им предоставлен выбор между самцом и самкой в качестве партнёра. Авторы подчёркивают важность этого открытия для дальнейшего изучения биологических механизмов формирования сексуальной ориентации.
В то же время, примеров животных, которые в условиях наличия партнеров противоположного пола демонстрируют исключительно гомосексуальное поведение, в животном мире нет. Впрочем, по данным более позднего обзора, эксклюзивная гомосексуальная ориентация в течение жизни была обнаружена у баранов.
Открытие гомосексуального поведения среди животных имело существенные последствия для защиты прав сексуальных меньшинств. В прошлом гомосексуальные половые акты рассматривались как «противоестественные» — лат. peccatum contra naturam — «преступление (или грех) против природы». На этом основывалась как идеология гомофобии в целом, так и юридические «законы против содомии» в частности. Теперь, когда оказалась доказана широкая распространённость однополых отношений в животном мире, обнаружилось, что гомосексуальность не противоречит природе (не «противоестественна»). Этот аргумент был использован в деле Лоуренс против Техаса в Верховном суде США и указан в его решении, отменяющем преследования за гомосексуальность в 14 штатах. Аргумент и сейчас продолжает использоваться в общественных дебатах по многим вопросам защиты прав сексуальных меньшинств.
Однако, по мнению этолога Фрэнка Бича (англ. Frank A. Beach), наличие гомосексуального поведения у животных не может использоваться как доказательство того, что гомосексуальность среди людей является «биологически нормальной». По мнению Бича, это сравнение не является подходящим (релевантным), так как гомосексуальные проявления между животными обычно являются выражением доминирующей или подчиняющейся роли, занимаемой одной конкретной особью по отношению к другой.

## Здоровье гомосексуалов
Гомосексуалы подвергаются масштабному воздействию стигматизации. Согласно теории стресса меньшинств, стигматизация ведёт к негативным последствиям для здоровья ЛГБТ. Исследования показали, что стигматизация является одной из причин повышенной распространённости депрессии, тревожности, ПТСР, суицидальности и злоупотребления психоактивными веществами среди ЛГБТ. Кроме того, были обнаружены последствия гомофобии для физического здоровья: повышенный уровень гормонов стресса, физические травмы, сердечно-сосудистые заболевания и расстройства потребления пищи оказались связаны с гомофобией. Даже исследование, проведённое в достаточно благополучной в этом отношении Швеции, показало, что из-за стигматизации и более частого отсутствия детей геи в однополых браках чаще совершали самоубийства.
Как и любой незащищённый половой контакт, незащищённый гомосексуальный контакт может привести к заражению венерическими заболеваниями. При этом особенность клинической картины у принимающего (пассивного) партнёра в анальном контакте будет выражаться в специфическом инфекционном поражении прямой кишки (сифилисом, гонококками, хламидиями, вирусом простого герпеса и так далее).
Риск заражения тяжёлыми вирусными инфекциями (вирусными гепатитами и ВИЧ-инфекцией) при незащищённом контакте увеличивается при использовании высокотравматичных практик (особенно анального секса) и в случае множественных случайных связей.
На начальном этапе эпидемии СПИД был идентифицирован в среде гомосексуалов как Gay Related Immunodeficiency Disease и мужчины, практикующие гомосексуальные половые контакты, по сей день являются эпидемиологической группой высокого риска по отношению к этому заболеванию. Так, в США со времени начала эпидемии СПИД мужчины, практикующие гомосексуальные контакты, остаются самой большой ВИЧ-инфицированной демографической группой, в 2004 году в Западной Европе 31 % новых случаев заражения ВИЧ зафиксирован у мужчин, практикующих половые контакты с мужчинами, в отдельных странах эта группа занимает ведущее место по новым случаям инфицирования, например, в Дании, Германии, Греции, Нидерландах, в то же время в Восточной Европе сообщаемая доля этого пути передачи ВИЧ невелика — 1 %, что, по мнению ВОЗ, скорее отражает не столько реальную картину, сколько гендерные стереотипы этих стран. В 2007 г. инфицирование при гомосексуальных контактах стало основным путём передачи ВИЧ в Европе, достигнув в 2009 г. 35 % новоустановленных диагнозов в странах ЕС/ЕЭЗ.
Ряд исследований показывает, что риски заражения у гомосексуалов по-прежнему велики и даже имеют тенденцию к повышению в связи с понижением культуры сексуальной гигиены, хотя в последнее время заболеваемость ВИЧ среди МСМ в ЕС/ЕЭЗ, Европейском регионе ВОЗ и США идёт на спад. В связи с этим данная социальная группа остаётся под пристальным вниманием организаций, борющихся с эпидемией СПИДа, так в России открыт специальный проект по профилактике ВИЧ/СПИДа и других ИППП среди гомосексуалов — «La Sky».
Гомофобию также связывали с подпитыванием эпидемии ВИЧ среди ЛГБТ. Гомофобия может привести к росту рискованного сексуального поведения, сокращению тестирования на ВИЧ и использования профилактики ВИЧ. При этом рост толерантности может позволить геям выйти из «подполья» и отказаться от анонимных сексуальных практик в пользу более безопасных, что снизит уровень ВИЧ.
В некоторых странах Запада существует полный запрет на донорство крови мужчин, имеющих секс с мужчинами, либо временное ограничение на какой-то период времени, либо ранее был запрет, но в настоящее время проводится медицинская проверка.
Кроме опасности заражения, в случаях незащищённого секса имеет место риск связанных с анальным сексом заболеваний, таких как различной природы заболевания толстого и тонкого кишечника, мочеполовой шигеллёз. Согласно некоторым данным, у гомосексуалов, занимающихся незащищённым анальным сексом, выше распространённость антиспермальных антител, согласно другим данным, гомосексуальность не является фактором риска для образования АСА.
Есть данные, что заболеваемость некоторыми видами рака повышена среди представителей ЛГБТ. Например, в результате рецептивного анального секса гомосексуальные мужчины подвергаются большему риску анального рака, связанного с ВПЧ, чем гетеросексуальные мужчины. Заболеваемость анальным раком среди ВИЧ-положительных МСМ в 9 раз выше, чем среди ВИЧ-отрицательных МСМ, причем у последних заболеваемость выше, чем у населения в целом. Другие факторы, связанные с повышенным риском развития анального рака, включают в себя большое количество сексуальных партнеров, одновременные сексуальные отношения с несколькими партнерами, наличие других ЗППП.
Всемирная Медицинская Ассоциация заявляет, что стигматизация в сфере здравоохранения может усугублять проблемы ЛГБТ со здоровьем. В опросе из Великобритании 13 % ЛГБТ сталкивались с неравенством при получении медицинских услуг, 23 % слышали оскорбления в адрес ЛГБТ со стороны медперсонала. Как результат, 14 % ЛГБТ-персон избегают обращения к врачу из страха дискриминации.

## Гомосексуальность и искусство

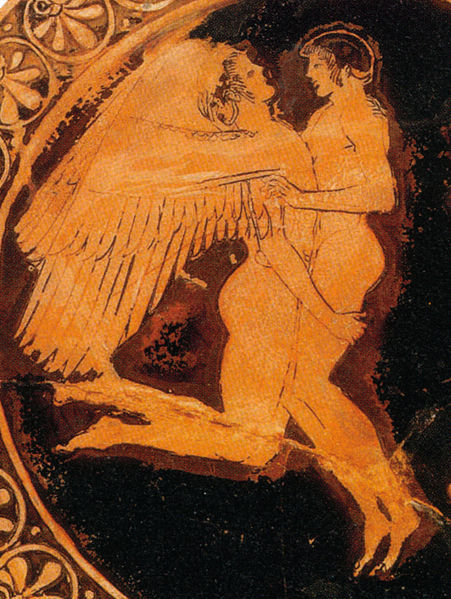
Межбедренный секс. Зефир и Гиацинт, Аттический сосуд из Тарквинии, ок. 480 до н. э., Бостонский музей изящных искусств

Тема гомосексуальных отношений широко представлена в художественной литературе различных жанров — от сатиры до драмы — начиная с классической античности и вплоть до наших дней.

### Яой и юри
Яой — жанр японских художественных произведений (аниме и манга), описывающий мужские гомосексуальные романтические отношения. Юри — аниме и манга, описывающий лесбийские романтические и сексуальные отношения. Произведения этих жанров, особенно яой, популярны во многих странах мира, но имеют ограничения по возрасту из-за демонстрации сексуальных отношений. Сёнэн-ай — более мягкий жанр, изображает романтические, но не сексуальные мужские отношения. В данных произведениях гомосексуальность персонажей практически не осуждается, хотя сюжет может быть трагичным. Зачастую, данный жанр не имеет ничего общего с реальностью, а только использует тему запретной любви. Это обусловлено тем, что их целевой аудиторий являются гетеросексуальные девушки и женщины.
Бара — жанр манги, изображающий гомосексуальные отношения мужчин, создаваемой художниками-мужчинами и ориентированной на читателей-мужчин.

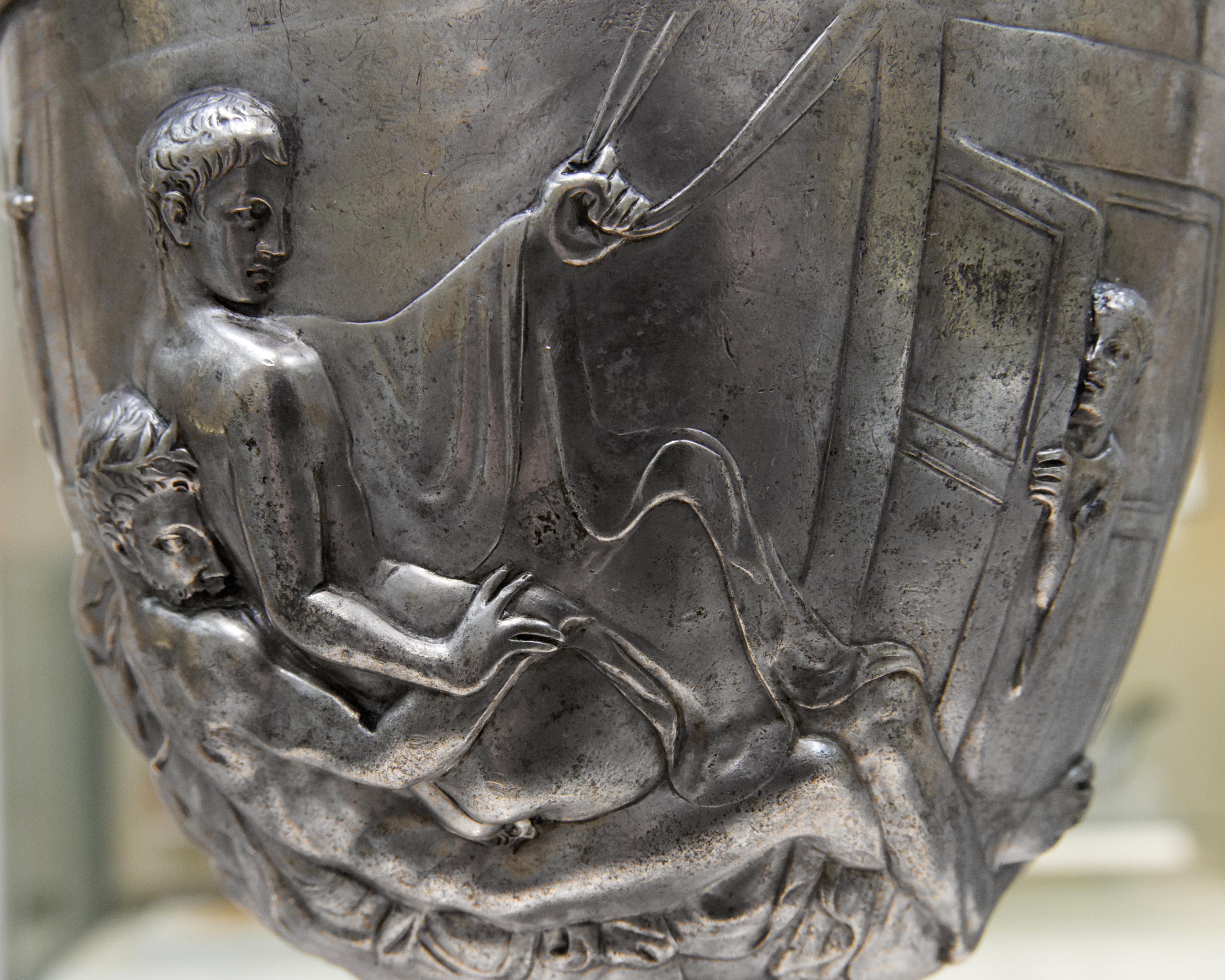
Сторона А кубка Уоррена

### Изобразительное искусство

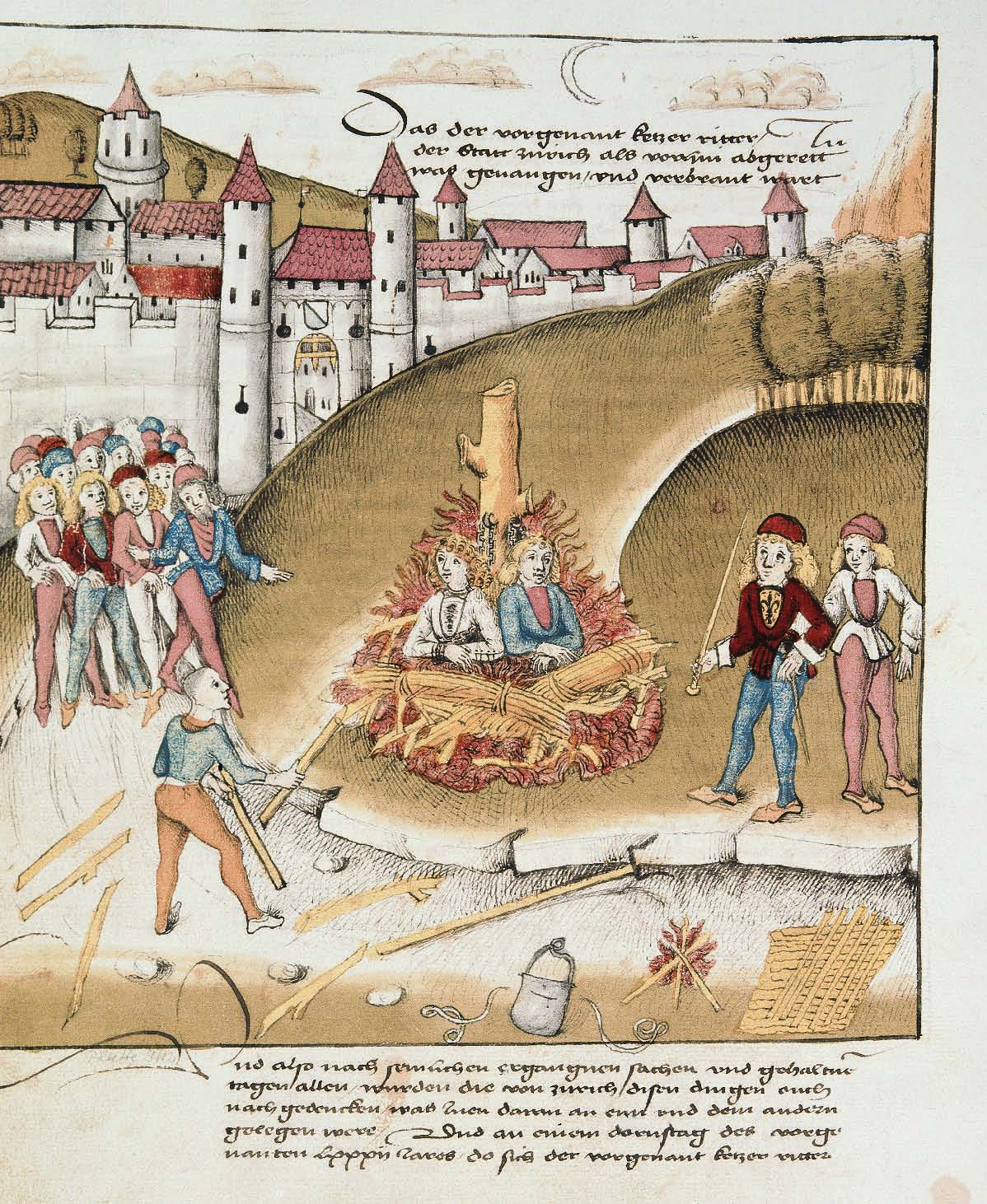
Сожжение страсбургского рыцаря Рихарда Пуллера фон Хоэнбурга и его пажа, осуждённых за содомию, 1482 г. Миниатюра из «Большой хроники Бургундских войн» (Hs. Ms. A5) Дибольда Шиллинга-старшего

Изображения гомосексуальных отношений в живописи и скульптуре встречаются практически во все периоды истории. Идентификация подобных изображений затруднена тем, что жесты или поступки, такие как, к примеру, поцелуй, имели в разные периоды разный смысл.
В античный период отношения между мужчинами изображались в качестве иллюстрации мифов, таких как миф о Зефире и Гиацинте на сосуде из Тарквинии, ок. 480 до н. э. Репродукция находящегося в Бостонском музее искусства сосуда приведена выше. Примером более позднего (середина I века н. э.) изображения секса между мужчинами служит серебряный скифос, находящийся сегодня в Британском музее и известный как кубок Уоррена.

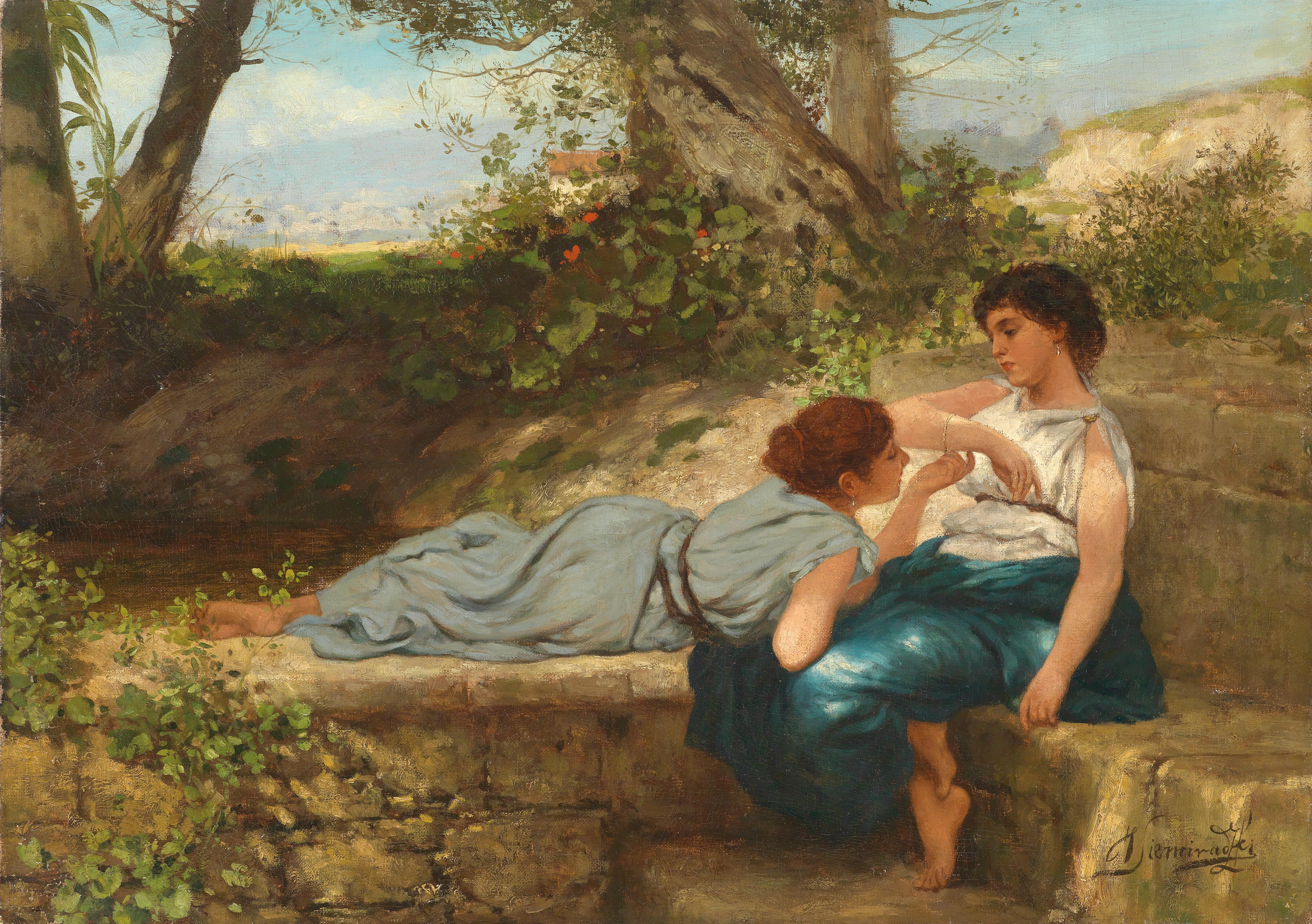
Генрик Семирадский. «Беседа» (1883)

В Средние века неназываемость содомского греха сделала подобные изображения достаточно редкими, однако приведённый выше фрагмент хроники Дибольда Шиллинга-старшего показывает, что и в этот период возникали подобные изображения. Несколько более ранним примером может служить Bible Moralisée второй четверти XIII века (Национальная библиотека Австрии в Вене, манускрипт 2554). На странице 2r женская и мужская гомосексуальные пары противопоставлены гетеросексуальности, представленной Адамом и Евой. На порочность гомосексуальных пар указывают как сопровождающий текст, так и изображённые рядом с ними черти. Другие исследователи видят указание на недопустимость гомосексуальных отношений в том, что гомосексуальные пары изображены не в постели, и в нарушении гендерно определённой системы расположения изображений: правая часть, на которой изображены женщины, традиционно считалась мужской, в то время как левая, на которой изображены мужчины, женской. Ещё один пример — Ms. Bodl 270b, Bible Moralisée XIII века. На странице 14r также изображены мужская и женская пары, рядом с последней изображен чёрт. Как и на Венском манускрипте 2554 мужская пара состоит из лица духовного и из мужчины в круглой шапке. По мнению Таммен подобные шапки могут указывать на приверженность иудейству, ересь или недостаточное благочестие персонажа.

## Гомосексуальность и религия
Гомосексуальные отношения рассматриваются в качестве греха в традиционных конфессиях иудаизма, христианства и ислама. Во второй половине XIX века, параллельно изменениям общественного сознания, начал протекать либеральный пересмотр отношения к гомосексуальности среди иудеев и христиан. В настоящее время некоторая часть христианских церквей и направлений в иудаизме (а также незначительная часть движений в либеральном исламе) отказались от традиционного взгляда на гомосексуальность. В традиционных религиях востока — индуизме и буддизме — жёсткого осуждения гомосексуальных отношений не существовало.

## Списки известных лесбиянок, геев и бисексуалов

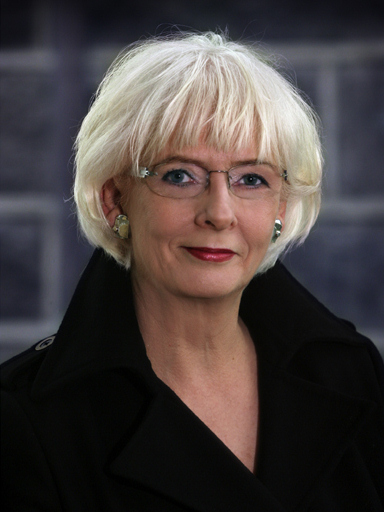
Йоханна Сигурдардоттир, бывший премьер-министр Исландии, была первым открыто гомосексуальным главой правительства в современную эпоху

В последние десятилетия получило распространение составление списков известных гомосексуалов. Однако составление таких перечней сопряжено с рядом проблем. С одной стороны, многие исследователи склонны в рассчитанных на широкий круг читателей или зрителей публикациях или передачах при характеристике известных личностей игнорировать даже бесспорную информацию об их гомосексуальных склонностях (см. Гетероцентризм). С другой стороны, некоторые авторы в рамках гомоэротического дискурса склонны истолковывать почти любые дружеские отношения как проявления гомосексуальности.
Критериями для включения в списки обычно являются:
- Личное признание (устное или письменное) в своей гомосексуальной идентичности, связях или влечениях. Если такая информация исходит не из аутентичного источника, а известна в пересказе третьих лиц, это может послужить основанием для спора.
- Свидетельства современников о гомосексуальных связях. Иногда подобные сведения представляют собой лишь слухи, распускавшиеся недоброжелателями с целью подорвать чью-либо репутацию. Учитывая негативное отношение к гомосексуальности во многих обществах, исключительно гетеросексуальное поведение на публике или заявления, отрицающие свою гомосексуальность, не являются бесспорным аргументом «против».
- Отражение гомосексуальной тематики в своих научных исследованиях, художественных произведениях и исполняемых ролях. Учитывая особую природу творчества, даже любовные признания в лирических стихах, написанных от первого лица, сами по себе не являются бесспорным критерием, хотя и заслуживают внимания.
- Отсутствие на протяжении жизни гетеросексуальных связей. Учитывая наличие асексуальных людей, подобные факты хотя и используются для «подозрений» в гомосексуальности, но сами по себе не являются их доказательством.

### Комментарии
1. ↑  Данный термин классифицируется некоторыми специалистами как «устаревший» и «некорректный».

  - Кон, И. С. Лики и маски однополой любви. Лунный свет на заре. — 2-е. — М.: Олим, 2002. — С. 12—13. — ISBN 5-17-015194-2. — ISBN 5-8195-0836-Х.
  - Клейн, Л. С. Другая любовь: природа человека и гомосексуальность. — СПб.: Фолио-Пресс, 2000. — 864 с. — ISBN 5-7627-0146-8. — ISBN 9785762701464.